# Temporada da WTA de 2014
A temporada da WTA de 2014 foi o circuito feminino das tenistas profissionais de elite para o ano em questão. A Associação de Tênis Feminino (WTA) organiza a maioria dos eventos – os WTA Premier Mandatory, WTA Premier 5, WTA Premier, WTA International e os de fim de temporada e os de fim de temporada (WTA Finals e Torneio das Campeãs), enquanto que a Federação Internacional de Tênis (ITF) tem os torneios do Grand Slam, a Fed Cup e a Copa Hopman.

## Calendário

### Países
| Torneios | País(es) | País(es) |
| -------- | --- | --- |
| 8        | Estados Unidos | Estados Unidos |
| 5        | Austrália · China | Austrália · China |
| 3        | França · Reino Unido | França · Reino Unido |
| 2        | Alemanha · Áustria · Brasil | Canadá · Japão · México |
| 1        | Azerbaijão · Bulgária · Catar · Colômbia · Coreia do Sul · Emirados Árabes Unidos · Espanha · Hong Kong · Itália · Luxemburgo · Malásia · Marrocos | Nova Zelândia · Países Baixos · Polónia · Portugal · Roménia · Rússia · Singapura · Suécia · Tailândia · Turquia · Uzbequistão |

### Mudanças
- Torneio(s):
  - Debutantes: Bucareste, Rio de Janeiro, Tianjin e Wuhan;
  - Extintos: Bruxelas, Budapeste, Carlsbad, Memphis e Palermo;
  - Retomados: Hong Kong (último: 1993) e Istambul (último: 2010);
  - Promovido: Birmingham (WTA International para WTA Premier);
  - Rebaixado: Tóquio (WTA Premier 5 para WTA Premier);
  - Transferido: WTA Championships - agora WTA Finals (Istambul para Singapura);
  - Piso: Acapulco (saibro para duro), Katowice (saibro para duro) e Quebec (carpete coberto para duro coberto);
  - Data: Bogotá e Kuala Lumpur (fevereiro para abril), e Nuremberg (junho para maio).

- O torneio de duplas do WTA Finals aumentou o número de classificadas (quatro para oito duplas) e o formato de disputa (eliminatório para fase grupos mais eliminatório);
- A final da Fed Cup foi adiada em uma semana, a fim de não coincidir com o Torneio das Campeãs.

- Movimentações de rotina:
  - Cidade: Toronto para Montreal (troca anual entre ATP e WTA).

### Mês a mês

#### Legenda
Abaixo estão exemplos, com explicações usando o elemento dica de contexto. Basta passar o cursor sobre cada linha pontilhada para lê-las.
| Semana de                   | Torneio                                                                                        | Campeã(s)(o/ões)            | Vice-campeã(s)(o/ões)     | Resultado            |
| --------------------------- | ---------------------------------------------------------------------------------------------- | --------------------------- | ------------------------- | -------------------- |
| 16 de janeiro 23 de janeiro | Australian Open · Melbourne, Austrália · Grand Slam · A$ 12.176.550 – duro – 128S•96Q•64D•32DM | jogador(a) 1                | jogador(a) 2              | 7–61, 4–6, 7–6(10–6) |
| 16 de janeiro 23 de janeiro | Australian Open · Melbourne, Austrália · Grand Slam · A$ 12.176.550 – duro – 128S•96Q•64D•32DM | jogador(a) 3 · jogador(a) 4 | jogador(a) 5 jogador(a) 6 | 4–6, 6–4, [11–9]     |
| 16 de janeiro 23 de janeiro | Australian Open · Melbourne, Austrália · Grand Slam · A$ 12.176.550 – duro – 128S•96Q•64D•32DM | jogadora 7 jogador 8        | jogadora 9 jogador 10     | 6–2, 4–6, [10–3]     |

| Casos excepcionais | Premiação               | Grand Slam | Grand Slam | Grand Slam |
| Casos excepcionais | Premiação               | Variável   |            |            |
| Casos excepcionais | Número de participantes | QD         | E          |            |
| Casos excepcionais | Ordenação dos torneios  |            |            |            |

| Ícones | Clicável      |                                        |                                           |
| Ícones | Clicável      | edição do torneio                      |                                           |
| Ícones | Não-clicáveis |                                        | primeiro título conquistado na modalidade |
| Ícones | Não-clicáveis | o(a) jogador(a)/país defendeu o título |                                           |

#### Janeiro
| Semana de                   | Torneio                                                                                                  | Campeã(s)(o/ões)                           | Vice-campeã(s)(o/ões)                           | Resultado         |
| --------------------------- | --- | ------------------------------------------ | ----------------------------------------------- | ----------------- |
| 30 de dezembro              | Brisbane International Brisbane, Austrália WTA Premier US$ 1.000.000 – duro – 30S•32Q•16D                | Serena Williams                            | Victoria Azarenka                               | 6–4, 7–5          |
| 30 de dezembro              | Brisbane International Brisbane, Austrália WTA Premier US$ 1.000.000 – duro – 30S•32Q•16D                | Alla Kudryavtseva Anastasia Rodionova      | Kristina Mladenovic Galina Voskoboeva           | 6–3, 6–1          |
| 30 de dezembro              | ASB Classic Auckland, Nova Zelândia WTA International US$ 250.000 – duro – 32S•32Q•16D                   | Ana Ivanović                               | Venus Williams                                  | 6–2, 5–7, 6–4     |
| 30 de dezembro              | ASB Classic Auckland, Nova Zelândia WTA International US$ 250.000 – duro – 32S•32Q•16D                   | Sharon Fichman · Maria Sanchez             | Lucie Hradecká Michaëlla Krajicek               | 2–6, 6–0, [10–4]  |
| 30 de dezembro              | Shenzhen Open Shenzhen, China WTA International US$ 500.000 – duro – 32S•16Q•16D                         | Li Na                                      | Peng Shuai                                      | 6–4, 7–5          |
| 30 de dezembro              | Shenzhen Open Shenzhen, China WTA International US$ 500.000 – duro – 32S•16Q•16D                         | Monica Niculescu Klára Zakopalová          | Lyudmyla Kichenok Nadiya Kichenok               | 6–3, 6–4          |
| 30 de dezembro              | Hyundai Hopman Cup Perth, Austrália Competição de curta duração entre países – mista duro (coberto) – 8E | França · Alizé Cornet · Jo-Wilfried Tsonga | Polónia · Agnieszka Radwańska · Grzegorz Panfil | 2–1               |
| 6 de janeiro                | Apia International Sydney Sydney, Austrália WTA Premier US$ 710.000 – duro – 30S•48Q•16D                 | Tsvetana Pironkova                         | Angelique Kerber                                | 6–4, 6–4          |
| 6 de janeiro                | Apia International Sydney Sydney, Austrália WTA Premier US$ 710.000 – duro – 30S•48Q•16D                 | Tímea Babos Lucie Šafářová                 | Sara Errani Roberta Vinci                       | 7–5, 3–6, [10–7]  |
| 6 de janeiro                | Hobart International Hobart, Austrália WTA International US$ 250.000 – duro – 32S•32Q•16D                | Garbiñe Muguruza                           | Klára Zakopalová                                | 6–4, 6–0          |
| 6 de janeiro                | Hobart International Hobart, Austrália WTA International US$ 250.000 – duro – 32S•32Q•16D                | Monica Niculescu Klára Zakopalová          | Lisa Raymond Zhang Shuai                        | 6–2, 56–7, [10–8] |
| 13 de janeiro 20 de janeiro | Australian Open Melbourne, Austrália Grand Slam A$ 15.265.650 – duro – 128S•96Q•64D•32DM                 | Li Na                                      | Dominika Cibulková                              | 7–63, 6–0         |
| 13 de janeiro 20 de janeiro | Australian Open Melbourne, Austrália Grand Slam A$ 15.265.650 – duro – 128S•96Q•64D•32DM                 | Sara Errani · Roberta Vinci                | Ekaterina Makarova Elena Vesnina                | 6–4, 3–6, 7–5     |
| 13 de janeiro 20 de janeiro | Australian Open Melbourne, Austrália Grand Slam A$ 15.265.650 – duro – 128S•96Q•64D•32DM                 | Kristina Mladenovic Daniel Nestor          | Sania Mirza Horia Tecău                         | 6–3, 6–2          |
| 27 de janeiro               | Open GDF Suez Paris, França WTA Premier US$ 710.000 – duro (coberto) – 28S•32Q•16D                       | Anastasia Pavlyuchenkova                   | Sara Errani                                     | 3–6, 6–2, 6–3     |
| 27 de janeiro               | Open GDF Suez Paris, França WTA Premier US$ 710.000 – duro (coberto) – 28S•32Q•16D                       | Anna-Lena Grönefeld Květa Peschke          | Tímea Babos Kristina Mladenovic                 | 76–7, 6–4, [10–6] |
| 27 de janeiro               | PTT Pattaya Open Pattaya, Tailândia WTA International US$ 250.000 – duro – 32S•16Q•16D                   | Ekaterina Makarova                         | Karolína Plíšková                               | 6–3, 7–67         |
| 27 de janeiro               | PTT Pattaya Open Pattaya, Tailândia WTA International US$ 250.000 – duro – 32S•16Q•16D                   | Peng Shuai Zhang Shuai                     | Alla Kudryavtseva Anastasia Rodionova           | 3–6, 7–65, [10–6] |

#### Fevereiro
| Semana de       | Torneio | Campeã(s)                                         | Vice-campeã(s)                                   | Resultado         |
| --------------- | --- | ------------------------------------------------- | ------------------------------------------------ | ----------------- |
| 3 de fevereiro  | Fed Cup: primeira fase Cleveland, Estados Unidos – duro (coberto) Sevilha, Espanha – saibro Bratislava, Eslováquia – duro (coberto) Hobart, Austrália – duro Competição de longa duração entre países – 8E | · Itália · República Checa · Alemanha · Austrália | · Estados Unidos · Espanha · Eslováquia · Rússia | 3–1 3–2 3–1 4–0   |
| 10 de fevereiro | Qatar Total Open Doha, Catar WTA Premier 5 US$ 2.369.000 – duro – 56S•32Q•28D | Simona Halep                                      | Angelique Kerber                                 | 6–2, 6–3          |
| 10 de fevereiro | Qatar Total Open Doha, Catar WTA Premier 5 US$ 2.369.000 – duro – 56S•32Q•28D | Hsieh Su-wei Peng Shuai                           | Květa Peschke Katarina Srebotnik                 | 6–4, 6–0          |
| 17 de fevereiro | Dubai Duty Free Tennis Championships Dubai, Emirados Árabes Unidos WTA Premier US$ 2.000.000 – duro – 28S•32Q•16D                                                                                          | Venus Williams                                    | Alizé Cornet                                     | 6–3, 6–0          |
| 17 de fevereiro | Dubai Duty Free Tennis Championships Dubai, Emirados Árabes Unidos WTA Premier US$ 2.000.000 – duro – 28S•32Q•16D                                                                                          | Alla Kudryavtseva Anastasia Rodionova             | Raquel Kops-Jones Abigail Spears                 | 6–2, 5–7, [10–8]  |
| 17 de fevereiro | Rio Open Rio de Janeiro, Brasil WTA International US$ 250.000 – saibro – 32S•24Q•16D | Kurumi Nara                                       | Klára Zakopalová                                 | 6–1, 4–6, 6–1     |
| 17 de fevereiro | Rio Open Rio de Janeiro, Brasil WTA International US$ 250.000 – saibro – 32S•24Q•16D | Irina-Camelia Begu · María Irigoyen               | Johanna Larsson Chanelle Scheepers               | 6–2, 6–0          |
| 24 de fevereiro | Abierto Mexicano Telcel Acapulco, México WTA International US$ 250.000 – duro – 32S•32Q•16D | Dominika Cibulková                                | Christina McHale                                 | 7–63, 4–6, 6–4    |
| 24 de fevereiro | Abierto Mexicano Telcel Acapulco, México WTA International US$ 250.000 – duro – 32S•32Q•16D | Kristina Mladenovic Galina Voskoboeva             | Petra Cetkovská Iveta Melzer                     | 6–3, 2–6, [10–5]  |
| 24 de fevereiro | Brasil Tennis Cup Florianópolis, Brasil WTA International US$ 250.000 – duro – 32S•24Q•16D | Klára Zakopalová                                  | Garbiñe Muguruza                                 | 4–6, 7–5, 6–0     |
| 24 de fevereiro | Brasil Tennis Cup Florianópolis, Brasil WTA International US$ 250.000 – duro – 32S•24Q•16D | Anabel Medina Garrigues · Yaroslava Shvedova      | Francesca Schiavone Silvia Soler Espinosa        | 7–61, 2–6, [10–3] |

#### Março
| Semana de               | Torneio                                                                                                | Campeã(s)                                  | Vice-campeã(s)                   | Resultado         |
| ----------------------- | --- | ------------------------------------------ | -------------------------------- | ----------------- |
| 3 de março 10 de março  | BNP Paribas Open Indian Wells, Estados Unidos WTA Premier Mandatory US$ 5.946.740 – duro – 96S•48Q•32D | Flavia Pennetta                            | Agnieszka Radwańska              | 6–2, 6–1          |
| 3 de março 10 de março  | BNP Paribas Open Indian Wells, Estados Unidos WTA Premier Mandatory US$ 5.946.740 – duro – 96S•48Q•32D | Hsieh Su-wei Peng Shuai                    | Cara Black Sania Mirza           | 7–65, 6–2         |
| 17 de março 24 de março | Sony Open Tennis Miami, Estados Unidos WTA Premier Mandatory US$ 5.427.105 – duro – 96S•48Q•32D        | Serena Williams                            | Li Na                            | 7–5, 6–1          |
| 17 de março 24 de março | Sony Open Tennis Miami, Estados Unidos WTA Premier Mandatory US$ 5.427.105 – duro – 96S•48Q•32D        | Martina Hingis Sabine Lisicki              | Ekaterina Makarova Elena Vesnina | 4–6, 6–4, [10–5]  |
| 31 de março             | Family Circle Cup Charleston, Estados Unidos WTA Premier US$ 795.707 – saibro (verde) – 56S•30Q•16D    | Andrea Petkovic                            | Jana Čepelová                    | 7–5, 6–2          |
| 31 de março             | Family Circle Cup Charleston, Estados Unidos WTA Premier US$ 795.707 – saibro (verde) – 56S•30Q•16D    | Anabel Medina Garrigues Yaroslava Shvedova | Chan Hao-ching Chan Yung-jan     | 7–64, 6–2         |
| 31 de março             | Abierto Monterrey Monterrey, México WTA International US$ 500.000 – duro – 32S•32Q•16D                 | Ana Ivanović                               | Jovana Jakšić                    | 6–2, 6–1          |
| 31 de março             | Abierto Monterrey Monterrey, México WTA International US$ 500.000 – duro – 32S•32Q•16D                 | Darija Jurak · Megan Moulton-Levy          | Tímea Babos Olga Govortsova      | 7–65, 3–6, [11–9] |

#### Abril
| Semana de   | Torneio | Campeã(s)                           | Vice-campeã(s)                   | Resultado        |
| ----------- | --- | ----------------------------------- | -------------------------------- | ---------------- |
| 7 de abril  | Claro Open Colsanitas Bogotá, Colômbia WTA International US$ 250.000 – saibro – 32S•32Q•16D                                             | Caroline Garcia                     | Jelena Janković                  | 6–3, 6–4         |
| 7 de abril  | Claro Open Colsanitas Bogotá, Colômbia WTA International US$ 250.000 – saibro – 32S•32Q•16D                                             | Lara Arruabarrena · Caroline Garcia | Vania King Chanelle Scheepers    | 7–65, 6–4        |
| 7 de abril  | BNP Paribas Katowice Open Katowice, Polônia WTA International US$ 250.000 – duro (coberto) – 32S•32Q•16D                                | Alizé Cornet                        | Camila Giorgi                    | 7–63, 5–7, 7–5   |
| 7 de abril  | BNP Paribas Katowice Open Katowice, Polônia WTA International US$ 250.000 – duro (coberto) – 32S•32Q•16D                                | Yuliya Beygelzimer Olga Savchuk     | Klára Koukalová Monica Niculescu | 6–4, 5–7, [10–7] |
| 14 de abril | BMW Malaysian Open Kuala Lumpur, Malásia WTA International US$ 250.000 – duro – 32S•24Q•16D                                             | Donna Vekić                         | Dominika Cibulková               | 5–7, 7–5, 7–64   |
| 14 de abril | BMW Malaysian Open Kuala Lumpur, Malásia WTA International US$ 250.000 – duro – 32S•24Q•16D                                             | Tímea Babos Chan Hao-ching          | Chan Yung-jan Zheng Saisai       | 6–3, 6–4         |
| 14 de abril | Fed Cup: semifinais Ostrava, República Tcheca – duro (coberto) Brisbane, Austrália – duro Competição de longa duração entre países – 8E | · República Checa · Alemanha        | · Itália · Austrália             | 4–0 3–1          |
| 21 de abril | Porsche Tennis Grand Prix Stuttgart, Alemanha WTA Premier US$ 795.707 – saibro (coberto) – 28S•32Q•16D                                  | Maria Sharapova                     | Ana Ivanović                     | 3–6, 6–4, 6–1    |
| 21 de abril | Porsche Tennis Grand Prix Stuttgart, Alemanha WTA Premier US$ 795.707 – saibro (coberto) – 28S•32Q•16D                                  | Sara Errani Roberta Vinci           | Cara Black Sania Mirza           | 6–2, 6–3         |
| 21 de abril | Grand Prix de SAR La Princesse Lalla Meryem Marraquexe, Marrocos WTA International US$ 250.000 – saibro – 32S•32Q•16D                   | María Teresa Torró Flor             | Romina Oprandi                   | 6–3, 3–6, 6–3    |
| 21 de abril | Grand Prix de SAR La Princesse Lalla Meryem Marraquexe, Marrocos WTA International US$ 250.000 – saibro – 32S•32Q•16D                   | Garbiñe Muguruza · Romina Oprandi   | Katarzyna Piter Maryna Zanevska  | 4–6, 6–2, [11–9] |
| 28 de abril | Portugal Open Oeiras, Portugal WTA International US$ 250.000 – saibro – 32S•32Q•16D                                                     | Carla Suárez Navarro                | Svetlana Kuznetsova              | 6–4, 3–6, 6–4    |
| 28 de abril | Portugal Open Oeiras, Portugal WTA International US$ 250.000 – saibro – 32S•32Q•16D                                                     | Cara Black Sania Mirza              | Eva Hrdinová Valeria Solovyeva   | 6–4, 6–3         |

#### Maio
| Semana de             | Torneio                                                                                               | Campeã(s)(o/ões)                        | Vice-campeã(s)(o/ões)                 | Resultado        |
| --------------------- | --- | --------------------------------------- | ------------------------------------- | ---------------- |
| 5 de maio             | Mutua Madrid Open Madri, Espanha WTA Premier Mandatory € 4.236.425 – saibro – 64S•32Q•28D             | Maria Sharapova                         | Simona Halep                          | 1–6, 6–2, 6–3    |
| 5 de maio             | Mutua Madrid Open Madri, Espanha WTA Premier Mandatory € 4.236.425 – saibro – 64S•32Q•28D             | Sara Errani Roberta Vinci               | Garbiñe Muguruza Carla Suárez Navarro | 6–4, 6–3         |
| 12 de maio            | Internazionali BNL d'Italia Roma, Itália WTA Premier 5 US$ 2.369.000 – saibro – 56S•32Q•28D           | Serena Williams                         | Sara Errani                           | 6–3, 6–0         |
| 12 de maio            | Internazionali BNL d'Italia Roma, Itália WTA Premier 5 US$ 2.369.000 – saibro – 56S•32Q•28D           | Květa Peschke Katarina Srebotnik        | Sara Errani Roberta Vinci             | 4–0, ab.         |
| 19 de maio            | Internationaux de Strasbourg Estrasburgo, França WTA International US$ 250.000 – saibro – 32S•32Q•16D | Mónica Puig                             | Silvia Soler Espinosa                 | 6–4, 6–3         |
| 19 de maio            | Internationaux de Strasbourg Estrasburgo, França WTA International US$ 250.000 – saibro – 32S•32Q•16D | Ashleigh Barty Casey Dellacqua          | Tatiana Búa Daniela Seguel            | 4–6, 7–5, [10–4] |
| 19 de maio            | Nürnberger Versicherungscup Nuremberg, Alemanha WTA International US$ 250.000 – saibro – 32S•32Q•16D  | Eugenie Bouchard                        | Karolína Plíšková                     | 6–2, 4–6, 6–3    |
| 19 de maio            | Nürnberger Versicherungscup Nuremberg, Alemanha WTA International US$ 250.000 – saibro – 32S•32Q•16D  | Michaëlla Krajicek Karolína Plíšková    | Raluca Olaru Shahar Pe'er             | 6–0, 4–6, [10–6] |
| 26 de maio 2 de junho | Torneio de Roland Garros Paris, França Grand Slam € 11.817.000 – saibro – 128S•96Q•64D•32DM           | Maria Sharapova                         | Simona Halep                          | 6–4, 56–7, 6–4   |
| 26 de maio 2 de junho | Torneio de Roland Garros Paris, França Grand Slam € 11.817.000 – saibro – 128S•96Q•64D•32DM           | Hsieh Su-wei Peng Shuai                 | Sara Errani Roberta Vinci             | 6–4, 6–1         |
| 26 de maio 2 de junho | Torneio de Roland Garros Paris, França Grand Slam € 11.817.000 – saibro – 128S•96Q•64D•32DM           | Anna-Lena Grönefeld · Jean-Julien Rojer | Julia Görges Nenad Zimonjić           | 4–6, 6–2, [10–7] |

#### Junho
| Semana de               | Torneio                                                                                            | Campeã(s)(o/ões)                       | Vice-campeã(s)(o/ões)                  | Resultado         |
| ----------------------- | -------------------------------------------------------------------------------------------------- | -------------------------------------- | -------------------------------------- | ----------------- |
| 9 de junho              | Aegon Classic Birmingham, Reino Unido WTA Premier US$ 690.000 – grama – 56S•32Q•16D                | Ana Ivanović                           | Barbora Záhlavová-Strýcová             | 6–3, 6–2          |
| 9 de junho              | Aegon Classic Birmingham, Reino Unido WTA Premier US$ 690.000 – grama – 56S•32Q•16D                | Raquel Kops-Jones Abigail Spears       | Ashleigh Barty Casey Dellacqua         | 7–61, 6–1         |
| 16 de junho             | Aegon International Eastbourne, Reino Unido WTA Premier US$ 690.000 – grama – 32S•32Q•16D          | Madison Keys                           | Angelique Kerber                       | 6–3, 3–6, 7–5     |
| 16 de junho             | Aegon International Eastbourne, Reino Unido WTA Premier US$ 690.000 – grama – 32S•32Q•16D          | Chan Hao-ching Chan Yung-jan           | Martina Hingis Flavia Pennetta         | 6–3, 5–7, [10–7]  |
| 16 de junho             | Topshelf Open 's-Hertogenbosch, Países Baixos WTA International US$ 250.000 – grama – 32S•16Q•16D  | Coco Vandeweghe                        | Zheng Jie                              | 6–2, 6–4          |
| 16 de junho             | Topshelf Open 's-Hertogenbosch, Países Baixos WTA International US$ 250.000 – grama – 32S•16Q•16D  | Marina Erakovic Arantxa Parra Santonja | Michaëlla Krajicek Kristina Mladenovic | 0–6, 7–65, [10–8] |
| 23 de junho 30 de junho | Torneio de Wimbledon Londres, Reino Unido Grand Slam £ 11.903.000 – grama – 128S•96Q•64D•16QD•48DM | Petra Kvitová                          | Eugenie Bouchard                       | 6–3, 6–0          |
| 23 de junho 30 de junho | Torneio de Wimbledon Londres, Reino Unido Grand Slam £ 11.903.000 – grama – 128S•96Q•64D•16QD•48DM | Sara Errani Roberta Vinci              | Tímea Babos Kristina Mladenovic        | 6–1, 6–3          |
| 23 de junho 30 de junho | Torneio de Wimbledon Londres, Reino Unido Grand Slam £ 11.903.000 – grama – 128S•96Q•64D•16QD•48DM | Samantha Stosur Nenad Zimonjić         | Chan Hao-ching Max Mirnyi              | 6–4, 6–2          |

#### Julho
| Semana de   | Torneio                                                                                             | Campeã(s)                               | Vice-campeã(s)                         | Resultado        |
| ----------- | --------------------------------------------------------------------------------------------------- | --------------------------------------- | -------------------------------------- | ---------------- |
| 7 de julho  | Nürnberger Gastein Ladies Bad Gastein, Áustria WTA International US$ 250.000 – saibro – 32S•24Q•16D | Andrea Petkovic                         | Shelby Rogers                          | 6–3, 6–3         |
| 7 de julho  | Nürnberger Gastein Ladies Bad Gastein, Áustria WTA International US$ 250.000 – saibro – 32S•24Q•16D | Karolína Plíšková Kristýna Plíšková     | Andreja Klepač María Teresa Torró Flor | 4–6, 6–3, [10–6] |
| 7 de julho  | BRD Bucharest Open Bucareste, Romênia WTA International US$ 250.000 – saibro – 32S•32Q•16D          | Simona Halep                            | Roberta Vinci                          | 6–1, 6–3         |
| 7 de julho  | BRD Bucharest Open Bucareste, Romênia WTA International US$ 250.000 – saibro – 32S•32Q•16D          | Elena Bogdan Alexandra Cadanțu          | Çağla Büyükakçay Karin Knapp           | 6–4, 3–6, [10–5] |
| 14 de julho | Collector Swedish Open Båstad, Suécia WTA International US$ 250.000 – saibro – 32S•24Q•16D          | Mona Barthel                            | Chanelle Scheepers                     | 6–3, 7–63        |
| 14 de julho | Collector Swedish Open Båstad, Suécia WTA International US$ 250.000 – saibro – 32S•24Q•16D          | Andreja Klepač María Teresa Torró Flor  | Jocelyn Rae Anna Smith                 | 6–1, 6–1         |
| 14 de julho | TEB BNP Paribas Istanbul Cup Istambul, Turquia WTA International US$ 250.000 – duro – 32S•24Q•16D   | Caroline Wozniacki                      | Roberta Vinci                          | 6–1, 6–1         |
| 14 de julho | TEB BNP Paribas Istanbul Cup Istambul, Turquia WTA International US$ 250.000 – duro – 32S•24Q•16D   | Misaki Doi Elina Svitolina              | Oksana Kalashnikova Paula Kania        | 6–4, 6–0         |
| 21 de julho | Baku Cup Baku, Azerbaijão WTA International US$ 250.000 – duro – 32S•24Q•15D                        | Elina Svitolina                         | Bojana Jovanovski                      | 6–1, 7–62        |
| 21 de julho | Baku Cup Baku, Azerbaijão WTA International US$ 250.000 – duro – 32S•24Q•15D                        | Alexandra Panova Heather Watson         | Raluca Olaru Shahar Pe'er              | 6–2, 7–63        |
| 28 de julho | Bank of the West Classic Stanford, Estados Unidos WTA Premier US$ 795.707 – duro – 28S•16Q•15D      | Serena Williams                         | Angelique Kerber                       | 7–61, 6–3        |
| 28 de julho | Bank of the West Classic Stanford, Estados Unidos WTA Premier US$ 795.707 – duro – 28S•16Q•15D      | Garbiñe Muguruza · Carla Suárez Navarro | Paula Kania Kateřina Siniaková         | 6–2, 4–6, [10–5] |
| 28 de julho | Citi Open Washington, Estados Unidos WTA International US$ 250.000 – duro – 32S•16Q•14D             | Svetlana Kuznetsova                     | Kurumi Nara                            | 6–3, 4–6, 6–4    |
| 28 de julho | Citi Open Washington, Estados Unidos WTA International US$ 250.000 – duro – 32S•16Q•14D             | Shuko Aoyama · Gabriela Dabrowski       | Hiroto Kuwata Kurumi Nara              | 6–1, 6–2         |

#### Agosto
| Semana de                   | Torneio                                                                                             | Campeã(s)(o/ões)                       | Vice-campeã(s)(o/ões)                  | Resultado        |
| --------------------------- | --------------------------------------------------------------------------------------------------- | -------------------------------------- | -------------------------------------- | ---------------- |
| 4 de agosto                 | Coupe Rogers Montreal, Canadá WTA Premier 5 US$ 2.369.000 – duro – 56S•48Q•28D                      | Agnieszka Radwańska                    | Venus Williams                         | 6–4, 6–2         |
| 4 de agosto                 | Coupe Rogers Montreal, Canadá WTA Premier 5 US$ 2.369.000 – duro – 56S•48Q•28D                      | Sara Errani Roberta Vinci              | Cara Black Sania Mirza                 | 7–64, 6–3        |
| 11 de agosto                | Western & Southern Open Cincinnati, Estados Unidos WTA Premier 5 US$ 2.369.000 – duro – 56S•48Q•28D | Serena Williams                        | Ana Ivanović                           | 6–4, 6–1         |
| 11 de agosto                | Western & Southern Open Cincinnati, Estados Unidos WTA Premier 5 US$ 2.369.000 – duro – 56S•48Q•28D | Raquel Kops-Jones Abigail Spears       | Tímea Babos Kristina Mladenovic        | 6–1, 2–0, ab.    |
| 18 de agosto                | Connecticut Open New Haven, Estados Unidos WTA Premier US$ 795.707 – duro – 30S•48Q•16D             | Petra Kvitová                          | Magdaléna Rybáriková                   | 6–4, 6–2         |
| 18 de agosto                | Connecticut Open New Haven, Estados Unidos WTA Premier US$ 795.707 – duro – 30S•48Q•16D             | Andreja Klepač · Silvia Soler Espinosa | Marina Erakovic Arantxa Parra Santonja | 7–5, 4–6, [10–7] |
| 25 de agosto 1º de setembro | US Open Nova York, Estados Unidos Grand Slam US$ 19.378.110 – duro – 128S•128Q•64D•32DM             | Serena Williams                        | Caroline Wozniacki                     | 6–3, 6–3         |
| 25 de agosto 1º de setembro | US Open Nova York, Estados Unidos Grand Slam US$ 19.378.110 – duro – 128S•128Q•64D•32DM             | Ekaterina Makarova Elena Vesnina       | Martina Hingis Flavia Pennetta         | 2–6, 6–3, 6–2    |
| 25 de agosto 1º de setembro | US Open Nova York, Estados Unidos Grand Slam US$ 19.378.110 – duro – 128S•128Q•64D•32DM             | Sania Mirza Bruno Soares               | Abigail Spears Santiago González       | 6–1, 2–6, [11–9] |

#### Setembro
| Semana de      | Torneio                                                                                               | Campeã(s)                              | Vice-campeã(s)                           | Resultado         |
| -------------- | --- | -------------------------------------- | ---------------------------------------- | ----------------- |
| 8 de setembro  | Prudential Hong Kong Tennis Open · Hong Kong · WTA International · US$ 250.000 – duro – 32S•32Q•16D   | Sabine Lisicki                         | Karolína Plíšková                        | 7–5, 6–3          |
| 8 de setembro  | Prudential Hong Kong Tennis Open · Hong Kong · WTA International · US$ 250.000 – duro – 32S•32Q•16D   | Karolína Plíšková Kristýna Plíšková    | Patricia Mayr-Achleitner Arina Rodionova | 6–2, 2–6, [12–10] |
| 8 de setembro  | Coupe Banque Nationale Quebec, Canadá WTA International US$ 250.000 – carpete (coberto) – 32S•24Q•16D | Mirjana Lučić-Baroni                   | Venus Williams                           | 6–4, 6–3          |
| 8 de setembro  | Coupe Banque Nationale Quebec, Canadá WTA International US$ 250.000 – carpete (coberto) – 32S•24Q•16D | Lucie Hradecká Mirjana Lučić-Baroni    | Julia Görges Andrea Hlaváčková           | 6–3, 7–68         |
| 8 de setembro  | Tashkent Open Tashkent, Uzbequistão WTA International US$ 250.000 – duro – 32S•16Q•16D                | Karin Knapp                            | Bojana Jovanovski                        | 6–2, 7–64         |
| 8 de setembro  | Tashkent Open Tashkent, Uzbequistão WTA International US$ 250.000 – duro – 32S•16Q•16D                | Aleksandra Krunić · Kateřina Siniaková | Margarita Gasparyan Alexandra Panova     | 6–2, 6–1          |
| 15 de setembro | Toray Pan Pacific Open Tóquio, Japão WTA Premier US$ 795.707 – duro – 28S•32Q•16D                     | Ana Ivanović                           | Caroline Wozniacki                       | 6–2, 7–62         |
| 15 de setembro | Toray Pan Pacific Open Tóquio, Japão WTA Premier US$ 795.707 – duro – 28S•32Q•16D                     | Cara Black · Sania Mirza               | Garbiñe Muguruza Carla Suárez Navarro    | 6–2, 7–5          |
| 15 de setembro | Guangzhou International Women's Open Cantão, China WTA International US$ 250.000 – duro – 32S•18Q•13D | Monica Niculescu                       | Alizé Cornet                             | 6–4, 6–0          |
| 15 de setembro | Guangzhou International Women's Open Cantão, China WTA International US$ 250.000 – duro – 32S•18Q•13D | Chuang Chia-jung · Liang Chen          | Alizé Cornet Magda Linette               | 2–6, 7–63, [10–7] |
| 15 de setembro | Kia Korea Open Seul, Coreia do Sul WTA International US$ 500.000 – duro – 32S•31Q•16D                 | Karolína Plíšková                      | Varvara Lepchenko                        | 6–3, 56–7, 6–2    |
| 15 de setembro | Kia Korea Open Seul, Coreia do Sul WTA International US$ 500.000 – duro – 32S•31Q•16D                 | Lara Arruabarrena Irina-Camelia Begu   | Mona Barthel Mandy Minella               | 6–3, 6–3          |
| 22 de setembro | Dongfeng Motor Wuhan Open Wuhan, China WTA Premier 5 US$ 2.369.000 – duro – 56S•32Q•28D               | Petra Kvitová                          | Eugenie Bouchard                         | 6–3, 6–4          |
| 22 de setembro | Dongfeng Motor Wuhan Open Wuhan, China WTA Premier 5 US$ 2.369.000 – duro – 56S•32Q•28D               | Martina Hingis Flavia Pennetta         | Cara Black Caroline Garcia               | 6–4, 5–7, [12–10] |
| 29 de setembro | China Open Pequim, China WTA Premier Mandatory US$ 5.427.105 – duro – 60S•32Q•28D                     | Maria Sharapova                        | Petra Kvitová                            | 6–4, 2–6, 6–3     |
| 29 de setembro | China Open Pequim, China WTA Premier Mandatory US$ 5.427.105 – duro – 60S•32Q•28D                     | Andrea Hlaváčková Peng Shuai           | Sania Mirza Cara Black                   | 6–4, 6–4          |

#### Outubro
| Semana de     | Torneio | Campeã(s)                             | Vice-campeã(s)                         | Resultado         |
| ------------- | --- | ------------------------------------- | -------------------------------------- | ----------------- |
| 6 de outubro  | Generali Ladies Linz Linz, Áustria WTA International US$ 250.000 – duro (coberto) – 32S•32Q•16D                                         | Karolína Plíšková                     | Camila Giorgi                          | 46–7, 6–3, 7–64   |
| 6 de outubro  | Generali Ladies Linz Linz, Áustria WTA International US$ 250.000 – duro (coberto) – 32S•32Q•16D                                         | Raluca Olaru · Anna Tatishvili        | Annika Beck Caroline Garcia            | 6–2, 6–1          |
| 6 de outubro  | Japan Women's Open Tennis Osaka, Japão WTA International US$ 250.000 – duro – 32S•32Q•16D                                               | Samantha Stosur                       | Zarina Diyas                           | 7–67, 6–3         |
| 6 de outubro  | Japan Women's Open Tennis Osaka, Japão WTA International US$ 250.000 – duro – 32S•32Q•16D                                               | Shuko Aoyama Renata Voráčová          | Lara Arruabarrena Tatjana Maria        | 6–1, 6–2          |
| 6 de outubro  | Tianjin Open Tianjin, China WTA International US$ 250.000 – duro – 32S•28Q•16D                                                          | Alison Riske                          | Belinda Bencic                         | 6–3, 6–4          |
| 6 de outubro  | Tianjin Open Tianjin, China WTA International US$ 250.000 – duro – 32S•28Q•16D                                                          | Alla Kudryavtseva Anastasia Rodionova | Sorana Cîrstea Andreja Klepač          | 66–7, 6–2, [10–8] |
| 13 de outubro | Kremlin Cup Moscou, Rússia WTA Premier US$ 795.000 – duro (coberto) – 28S•32Q•16D                                                       | Anastasia Pavlyuchenkova              | Irina-Camelia Begu                     | 6–4, 5–7, 6–1     |
| 13 de outubro | Kremlin Cup Moscou, Rússia WTA Premier US$ 795.000 – duro (coberto) – 28S•32Q•16D                                                       | Martina Hingis Flavia Pennetta        | Caroline Garcia Arantxa Parra Santonja | 6–3, 7–5          |
| 13 de outubro | BGL BNP Paribas Luxembourg Open Luxemburgo, Luxemburgo WTA International US$ 250.000 – duro (coberto) – 32S•32Q•16D                     | Annika Beck                           | Barbora Záhlavová-Strýcová             | 6–2, 6–1          |
| 13 de outubro | BGL BNP Paribas Luxembourg Open Luxemburgo, Luxemburgo WTA International US$ 250.000 – duro (coberto) – 32S•32Q•16D                     | Timea Bacsinszky · Kristina Barrois   | Lucie Hradecká Barbora Krejčíková      | 3–6, 6–4, [10–4]  |
| 20 de outubro | BNP Paribas WTA Finals Singapore · Singapura · Torneio de fim de temporada · US$ 6.724.000 – duro (coberto) – 8S•8D                     | Serena Williams                       | Simona Halep                           | 6–3, 6–0          |
| 20 de outubro | BNP Paribas WTA Finals Singapore · Singapura · Torneio de fim de temporada · US$ 6.724.000 – duro (coberto) – 8S•8D                     | Cara Black Sania Mirza                | Hsieh Su-wei Peng Shuai                | 6–1, 6–0          |
| 27 de outubro | Garanti Koza WTA Tournament of Champions Sófia, Bulgária Competição de fim de temporada – suplementar US$ 797.500 – duro (coberto) – 8S | Andrea Petkovic                       | Flavia Pennetta                        | 1–6, 6–4, 6–3     |

#### Novembro
| Semana de     | Torneio                                                                                               | Campeã(s)                                                                             | Vice-campeã(s)                                                                | Resultado |
| ------------- | --- | ------------------------------------------------------------------------------------- | ----------------------------------------------------------------------------- | --------- |
| 3 de novembro | Fed Cup: final Praga, República Tcheca – duro (coberto) Competição de longa duração entre países – 8E | República Checa · Andrea Hlaváčková · Lucie Hradecká · Petra Kvitová · Lucie Šafářová | Alemanha · Julia Görges · Angelique Kerber · Sabine Lisicki · Andrea Petkovic | 3–1       |

## Estatísticas
Esta seção apresenta os títulos conquistados em simples, duplas, duplas mistas e por equipes em diversas configurações: classificação por jogador e país – sem caráter oficial; e levantamento de debutantes e defensores dos troféus, baseados nas informações apresentadas na seção Mês a mês. Eventualmente, pode dispor de seções extras com outras variáveis.
Nas duas tabelas introdutórias, jogadores e países são classificados com base nas categorias de torneios disponíveis na temporada (que podem não aparecer em determinado ano ou trocarem de nome), de acordo com o apresentado no início do artigo, na infocaixa à direita.
Os critérios de desempate nessas tabelas são:
1. Total de títulos;
  1. Na subseção País, se uma dupla de tenistas que compartilha a conterraneidade vencer um torneio, sua nação computará apenas 1 ponto.
2. Total de títulos por categoria;
  1. A categoria à esquerda sempre vale mais que qualquer uma à direita, com os eventos do Grand Slam encabeçando a lista;
  2. A coluna Outros está situada à direita de todas, inclusive do somatório Simples/Duplas/Duplas Mistas, por sua natureza específica, mas obviamente seus números são somados à coluna Total;
  3. Outros geralmente inclui os torneios por equipes que ocorrem durante a temporada;
  4. Para a contabilização dos torneios por equipes, são considerados(as) apenas os(as) jogadores(as) que forem convocados(as) para:
    1. Torneio de longa duração: jogo final – se for isolado dos outros – ou fase final – se ela ocorrer em um curto período com várias equipes na mesma sede;
    2. Torneio de curta duração.
3. Modalidade;
  1. Simples (S) > Duplas (D) > Duplas mistas (DM);
4. Ordem alfabética pelo sobrenome do(a) tenista em Títulos por jogadora, ou nome do país em Títulos por país.

### Títulos por jogadora
| 7 | Serena Williams          | 1 |   |   | 1 |   | 1 |   | 2 |   | 2 |   |   |   | 7 | 0 | 0 |   |
| 5 | Sara Errani              |   | 2 |   |   |   |   | 1 |   | 1 |   | 1 |   |   | 0 | 5 | 0 |   |
| 5 | Roberta Vinci            |   | 2 |   |   |   |   | 1 |   | 1 |   | 1 |   |   | 0 | 5 | 0 |   |
| 5 | Peng Shuai               |   | 1 |   |   |   |   | 2 |   | 1 |   |   |   | 1 | 0 | 5 | 0 |   |
| 5 | Karolína Plíšková        |   |   |   |   |   |   |   |   |   |   |   | 2 | 3 | 2 | 3 | 0 |   |
| 4 | Sania Mirza              |   |   | 1 |   | 1 |   |   |   |   |   | 1 |   | 1 | 0 | 3 | 1 |   |
| 4 | Maria Sharapova          | 1 |   |   |   |   | 2 |   |   |   | 1 |   |   |   | 4 | 0 | 0 |   |
| 4 | Petra Kvitová            | 1 |   |   |   |   |   |   | 1 |   | 1 |   |   |   | 3 | 0 | 0 | 1 |
| 4 | Ana Ivanović             |   |   |   |   |   |   |   |   |   | 2 |   | 2 |   | 4 | 0 | 0 |   |
| 3 | Hsieh Su-wei             |   | 1 |   |   |   |   | 1 |   | 1 |   |   |   |   | 0 | 3 | 0 |   |
| 3 | Andrea Petkovic          |   |   |   | 1 |   |   |   |   |   | 1 |   | 1 |   | 3 | 0 | 0 |   |
| 3 | Cara Black               |   |   |   |   | 1 |   |   |   |   |   | 1 |   | 1 | 0 | 3 | 0 |   |
| 3 | Flavia Pennetta          |   |   |   |   |   | 1 |   |   | 1 |   | 1 |   |   | 1 | 2 | 0 |   |
| 3 | Martina Hingis           |   |   |   |   |   |   | 1 |   | 1 |   | 1 |   |   | 0 | 3 | 0 |   |
| 3 | Alla Kudryavtseva        |   |   |   |   |   |   |   |   |   |   | 2 |   | 1 | 0 | 3 | 0 |   |
| 3 | Anastasia Rodionova      |   |   |   |   |   |   |   |   |   |   | 2 |   | 1 | 0 | 3 | 0 |   |
| 3 | Garbiñe Muguruza         |   |   |   |   |   |   |   |   |   |   | 1 | 1 | 1 | 1 | 2 | 0 |   |
| 3 | Monica Niculescu         |   |   |   |   |   |   |   |   |   |   |   | 1 | 2 | 1 | 2 | 0 |   |
| 3 | Klára Zakopalová         |   |   |   |   |   |   |   |   |   |   |   | 1 | 2 | 1 | 2 | 0 |   |
| 2 | Li Na                    | 1 |   |   |   |   |   |   |   |   |   |   | 1 |   | 2 | 0 | 0 |   |
| 2 | Ekaterina Makarova       |   | 1 |   |   |   |   |   |   |   |   |   | 1 |   | 1 | 1 | 0 |   |
| 2 | Anna-Lena Grönefeld      |   |   | 1 |   |   |   |   |   |   |   | 1 |   |   | 0 | 1 | 1 |   |
| 2 | Samantha Stosur          |   |   | 1 |   |   |   |   |   |   |   |   | 1 |   | 1 | 0 | 1 |   |
| 2 | Kristina Mladenovic      |   |   | 1 |   |   |   |   |   |   |   |   |   | 1 | 0 | 1 | 1 |   |
| 2 | Sabine Lisicki           |   |   |   |   |   |   | 1 |   |   |   |   | 1 |   | 1 | 1 | 0 |   |
| 2 | Andrea Hlaváčková        |   |   |   |   |   |   | 1 |   |   |   |   |   |   | 0 | 1 | 0 | 1 |
| 2 | Simona Halep             |   |   |   |   |   |   |   | 1 |   |   |   | 1 |   | 2 | 0 | 0 |   |
| 2 | Raquel Kops-Jones        |   |   |   |   |   |   |   |   | 1 |   | 1 |   |   | 0 | 2 | 0 |   |
| 2 | Květa Peschke            |   |   |   |   |   |   |   |   | 1 |   | 1 |   |   | 0 | 2 | 0 |   |
| 2 | Abigail Spears           |   |   |   |   |   |   |   |   | 1 |   | 1 |   |   | 0 | 2 | 0 |   |
| 2 | Anastasia Pavlyuchenkova |   |   |   |   |   |   |   |   |   | 2 |   |   |   | 2 | 0 | 0 |   |
| 2 | Carla Suárez Navarro     |   |   |   |   |   |   |   |   |   |   | 1 | 1 |   | 1 | 1 | 0 |   |
| 2 | Tímea Babos              |   |   |   |   |   |   |   |   |   |   | 1 |   | 1 | 0 | 2 | 0 |   |
| 2 | Chan Hao-ching           |   |   |   |   |   |   |   |   |   |   | 1 |   | 1 | 0 | 2 | 0 |   |
| 2 | Andreja Klepač           |   |   |   |   |   |   |   |   |   |   | 1 |   | 1 | 0 | 2 | 0 |   |
| 2 | Anabel Medina Garrigues  |   |   |   |   |   |   |   |   |   |   | 1 |   | 1 | 0 | 2 | 0 |   |
| 2 | Yaroslava Shvedova       |   |   |   |   |   |   |   |   |   |   | 1 |   | 1 | 0 | 2 | 0 |   |
| 2 | Lucie Šafářová           |   |   |   |   |   |   |   |   |   |   | 1 |   |   | 0 | 1 | 0 | 1 |
| 2 | Caroline Garcia          |   |   |   |   |   |   |   |   |   |   |   | 1 | 1 | 1 | 1 | 0 |   |
| 2 | Mirjana Lučić-Baroni     |   |   |   |   |   |   |   |   |   |   |   | 1 | 1 | 1 | 1 | 0 |   |
| 2 | Elina Svitolina          |   |   |   |   |   |   |   |   |   |   |   | 1 | 1 | 1 | 1 | 0 |   |
| 2 | María Teresa Torró Flor  |   |   |   |   |   |   |   |   |   |   |   | 1 | 1 | 1 | 1 | 0 |   |
| 2 | Alizé Cornet             |   |   |   |   |   |   |   |   |   |   |   | 1 |   | 1 | 0 | 0 | 1 |
| 2 | Shuko Aoyama             |   |   |   |   |   |   |   |   |   |   |   |   | 2 | 0 | 2 | 0 |   |
| 2 | Lara Arruabarrena        |   |   |   |   |   |   |   |   |   |   |   |   | 2 | 0 | 2 | 0 |   |
| 2 | Irina-Camelia Begu       |   |   |   |   |   |   |   |   |   |   |   |   | 2 | 0 | 2 | 0 |   |
| 2 | Kristýna Plíšková        |   |   |   |   |   |   |   |   |   |   |   |   | 2 | 0 | 2 | 0 |   |
| 2 | Lucie Hradecká           |   |   |   |   |   |   |   |   |   |   |   |   | 1 | 0 | 1 | 0 | 1 |
| 1 | Elena Vesnina            |   | 1 |   |   |   |   |   |   |   |   |   |   |   | 0 | 1 | 0 |   |
| 1 | Agnieszka Radwańska      |   |   |   |   |   |   |   | 1 |   |   |   |   |   | 1 | 0 | 0 |   |
| 1 | Katarina Srebotnik       |   |   |   |   |   |   |   |   | 1 |   |   |   |   | 0 | 1 | 0 |   |
| 1 | Madison Keys             |   |   |   |   |   |   |   |   |   | 1 |   |   |   | 1 | 0 | 0 |   |
| 1 | Tsvetana Pironkova       |   |   |   |   |   |   |   |   |   | 1 |   |   |   | 1 | 0 | 0 |   |
| 1 | Venus Williams           |   |   |   |   |   |   |   |   |   | 1 |   |   |   | 1 | 0 | 0 |   |
| 1 | Chan Yung-jan            |   |   |   |   |   |   |   |   |   |   | 1 |   |   | 0 | 1 | 0 |   |
| 1 | Silvia Soler Espinosa    |   |   |   |   |   |   |   |   |   |   | 1 |   |   | 0 | 1 | 0 |   |
| 1 | Mona Barthel             |   |   |   |   |   |   |   |   |   |   |   | 1 |   | 1 | 0 | 0 |   |
| 1 | Annika Beck              |   |   |   |   |   |   |   |   |   |   |   | 1 |   | 1 | 0 | 0 |   |
| 1 | Eugenie Bouchard         |   |   |   |   |   |   |   |   |   |   |   | 1 |   | 1 | 0 | 0 |   |
| 1 | Dominika Cibulková       |   |   |   |   |   |   |   |   |   |   |   | 1 |   | 1 | 0 | 0 |   |
| 1 | Karin Knapp              |   |   |   |   |   |   |   |   |   |   |   | 1 |   | 1 | 0 | 0 |   |
| 1 | Svetlana Kuznetsova      |   |   |   |   |   |   |   |   |   |   |   | 1 |   | 1 | 0 | 0 |   |
| 1 | Kurumi Nara              |   |   |   |   |   |   |   |   |   |   |   | 1 |   | 1 | 0 | 0 |   |
| 1 | Mónica Puig              |   |   |   |   |   |   |   |   |   |   |   | 1 |   | 1 | 0 | 0 |   |
| 1 | Alison Riske             |   |   |   |   |   |   |   |   |   |   |   | 1 |   | 1 | 0 | 0 |   |
| 1 | Coco Vandeweghe          |   |   |   |   |   |   |   |   |   |   |   | 1 |   | 1 | 0 | 0 |   |
| 1 | Donna Vekić              |   |   |   |   |   |   |   |   |   |   |   | 1 |   | 1 | 0 | 0 |   |
| 1 | Caroline Wozniacki       |   |   |   |   |   |   |   |   |   |   |   | 1 |   | 1 | 0 | 0 |   |
| 1 | Timea Bacsinszky         |   |   |   |   |   |   |   |   |   |   |   |   | 1 | 0 | 1 | 0 |   |
| 1 | Kristina Barrois         |   |   |   |   |   |   |   |   |   |   |   |   | 1 | 0 | 1 | 0 |   |
| 1 | Ashleigh Barty           |   |   |   |   |   |   |   |   |   |   |   |   | 1 | 0 | 1 | 0 |   |
| 1 | Yuliya Beygelzimer       |   |   |   |   |   |   |   |   |   |   |   |   | 1 | 0 | 1 | 0 |   |
| 1 | Elena Bogdan             |   |   |   |   |   |   |   |   |   |   |   |   | 1 | 0 | 1 | 0 |   |
| 1 | Alexandra Cadanțu        |   |   |   |   |   |   |   |   |   |   |   |   | 1 | 0 | 1 | 0 |   |
| 1 | Chuang Chia-jung         |   |   |   |   |   |   |   |   |   |   |   |   | 1 | 0 | 1 | 0 |   |
| 1 | Gabriela Dabrowski       |   |   |   |   |   |   |   |   |   |   |   |   | 1 | 0 | 1 | 0 |   |
| 1 | Casey Dellacqua          |   |   |   |   |   |   |   |   |   |   |   |   | 1 | 0 | 1 | 0 |   |
| 1 | Misaki Doi               |   |   |   |   |   |   |   |   |   |   |   |   | 1 | 0 | 1 | 0 |   |
| 1 | Marina Erakovic          |   |   |   |   |   |   |   |   |   |   |   |   | 1 | 0 | 1 | 0 |   |
| 1 | Sharon Fichman           |   |   |   |   |   |   |   |   |   |   |   |   | 1 | 0 | 1 | 0 |   |
| 1 | María Irigoyen           |   |   |   |   |   |   |   |   |   |   |   |   | 1 | 0 | 1 | 0 |   |
| 1 | Darija Jurak             |   |   |   |   |   |   |   |   |   |   |   |   | 1 | 0 | 1 | 0 |   |
| 1 | Michaëlla Krajicek       |   |   |   |   |   |   |   |   |   |   |   |   | 1 | 0 | 1 | 0 |   |
| 1 | Aleksandra Krunić        |   |   |   |   |   |   |   |   |   |   |   |   | 1 | 0 | 1 | 0 |   |
| 1 | Liang Chen               |   |   |   |   |   |   |   |   |   |   |   |   | 1 | 0 | 1 | 0 |   |
| 1 | Megan Moulton-Levy       |   |   |   |   |   |   |   |   |   |   |   |   | 1 | 0 | 1 | 0 |   |
| 1 | Raluca Olaru             |   |   |   |   |   |   |   |   |   |   |   |   | 1 | 0 | 1 | 0 |   |
| 1 | Romina Oprandi           |   |   |   |   |   |   |   |   |   |   |   |   | 1 | 0 | 1 | 0 |   |
| 1 | Alexandra Panova         |   |   |   |   |   |   |   |   |   |   |   |   | 1 | 0 | 1 | 0 |   |
| 1 | Arantxa Parra Santonja   |   |   |   |   |   |   |   |   |   |   |   |   | 1 | 0 | 1 | 0 |   |
| 1 | Maria Sanchez            |   |   |   |   |   |   |   |   |   |   |   |   | 1 | 0 | 1 | 0 |   |
| 1 | Olga Savchuk             |   |   |   |   |   |   |   |   |   |   |   |   | 1 | 0 | 1 | 0 |   |
| 1 | Kateřina Siniaková       |   |   |   |   |   |   |   |   |   |   |   |   | 1 | 0 | 1 | 0 |   |
| 1 | Anna Tatishvili          |   |   |   |   |   |   |   |   |   |   |   |   | 1 | 0 | 1 | 0 |   |
| 1 | Renata Voráčová          |   |   |   |   |   |   |   |   |   |   |   |   | 1 | 0 | 1 | 0 |   |
| 1 | Galina Voskoboeva        |   |   |   |   |   |   |   |   |   |   |   |   | 1 | 0 | 1 | 0 |   |
| 1 | Heather Watson           |   |   |   |   |   |   |   |   |   |   |   |   | 1 | 0 | 1 | 0 |   |
| 1 | Zhang Shuai              |   |   |   |   |   |   |   |   |   |   |   |   | 1 | 0 | 1 | 0 |   |

### Títulos por país
| 19 | República Checa | 1 |   |   |   |   |   | 1 | 1 | 1 | 1 | 2 | 3 | 8 | 6  | 12 | 0 | 1 |
| 16 | Estados Unidos  | 1 |   |   | 1 |   | 1 |   | 2 | 1 | 4 | 1 | 2 | 3 | 11 | 5  | 0 |   |
| 13 | Rússia          | 1 | 1 |   |   |   | 2 |   |   |   | 3 | 2 | 2 | 2 | 8  | 5  | 0 |   |
| 12 | Espanha         |   |   |   |   |   |   |   |   |   |   | 3 | 3 | 6 | 3  | 9  | 0 |   |
| 10 | Alemanha        |   |   | 1 | 1 |   |   | 1 |   |   | 1 | 1 | 4 | 1 | 6  | 3  | 1 |   |
| 9  | Itália          |   | 2 |   |   |   | 1 | 1 |   | 2 |   | 2 | 1 |   | 2  | 7  | 0 |   |
| 9  | Roménia         |   |   |   |   |   |   |   | 1 |   |   |   | 2 | 6 | 3  | 6  | 0 |   |
| 8  | China           | 1 | 1 |   |   |   |   | 2 |   | 1 |   |   | 1 | 2 | 2  | 6  | 0 |   |
| 6  | Taipé Chinesa   |   | 1 |   |   |   |   | 1 |   | 1 |   | 1 |   | 2 | 0  | 6  | 0 |   |
| 6  | Austrália       |   |   | 1 |   |   |   |   |   |   |   | 2 | 1 | 2 | 1  | 4  | 1 |   |
| 6  | França          |   |   | 1 |   |   |   |   |   |   |   |   | 2 | 2 | 2  | 2  | 1 | 1 |
| 5  | Suíça           |   |   |   |   |   |   | 1 |   | 1 |   | 1 |   | 2 | 0  | 5  | 0 |   |
| 5  | Sérvia          |   |   |   |   |   |   |   |   |   | 2 |   | 2 | 1 | 4  | 1  | 0 |   |
| 4  | Índia           |   |   | 1 |   | 1 |   |   |   |   |   | 1 |   | 1 | 0  | 3  | 1 |   |
| 4  | Croácia         |   |   |   |   |   |   |   |   |   |   |   | 2 | 2 | 2  | 2  | 0 |   |
| 4  | Japão           |   |   |   |   |   |   |   |   |   |   |   | 1 | 3 | 1  | 3  | 0 |   |
| 3  | Zimbabwe        |   |   |   |   | 1 |   |   |   |   |   | 1 |   | 1 | 0  | 3  | 0 |   |
| 3  | Eslovénia       |   |   |   |   |   |   |   |   | 1 |   | 1 |   | 1 | 0  | 3  | 0 |   |
| 3  | Cazaquistão     |   |   |   |   |   |   |   |   |   |   | 1 |   | 2 | 0  | 3  | 0 |   |
| 3  | Canadá          |   |   |   |   |   |   |   |   |   |   |   | 1 | 2 | 1  | 2  | 0 |   |
| 3  | Ucrânia         |   |   |   |   |   |   |   |   |   |   |   | 1 | 2 | 1  | 2  | 0 |   |
| 2  | Hungria         |   |   |   |   |   |   |   |   |   |   | 1 |   | 1 | 0  | 2  | 0 |   |
| 1  | Polónia         |   |   |   |   |   |   |   | 1 |   |   |   |   |   | 1  | 0  | 0 |   |
| 1  | Bulgária        |   |   |   |   |   |   |   |   |   | 1 |   |   |   | 1  | 0  | 0 |   |
| 1  | Dinamarca       |   |   |   |   |   |   |   |   |   |   |   | 1 |   | 1  | 0  | 0 |   |
| 1  | Eslováquia      |   |   |   |   |   |   |   |   |   |   |   | 1 |   | 1  | 0  | 0 |   |
| 1  | Porto Rico      |   |   |   |   |   |   |   |   |   |   |   | 1 |   | 1  | 0  | 0 |   |
| 1  | Argentina       |   |   |   |   |   |   |   |   |   |   |   |   | 1 | 0  | 1  | 0 |   |
| 1  | Nova Zelândia   |   |   |   |   |   |   |   |   |   |   |   |   | 1 | 0  | 1  | 0 |   |
| 1  | Países Baixos   |   |   |   |   |   |   |   |   |   |   |   |   | 1 | 0  | 1  | 0 |   |
| 1  | Grã-Bretanha    |   |   |   |   |   |   |   |   |   |   |   |   | 1 | 0  | 1  | 0 |   |

### Informações sobre os títulos

#### Debutantes
Jogadoras e/ou equipes que foram campeãs pela primeira vez nas respectivas modalidades:
Simples
- Annika Beck – Luxemburgo
- Eugenie Bouchard – Nuremberg
- Caroline Garcia – Bogotá
- Madison Keys – Eastbourne
- Karin Knapp – Tashkent
- Garbiñe Muguruza – Hobart
- Kurumi Nara – Rio de Janeiro
- Tsvetana Pironkova – Sydney
- Mónica Puig – Estrasburgo
- Alison Riske – Tianjin
- Carla Suárez Navarro – Oeiras
- María Teresa Torró Flor – Marraquexe
- Coco Vandeweghe – 's-Hertogenbosch
- Donna Vekić – Kuala Lumpur

Duplas
- Kristina Barrois – Luxemburgo
- Elena Bogdan – Bucareste
- Alexandra Cadanțu – Bucareste
- Gabriela Dabrowski – Washington
- Sharon Fichman – Auckland
- Caroline Garcia – Bogotá
- María Irigoyen – Rio de Janeiro
- Darija Jurak – Monterrey
- Aleksandra Krunić – Tashkent
- Liang Chen – Cantão
- Megan Moulton-Levy – Monterrey
- Romina Oprandi – Marraquexe
- Maria Sanchez – Auckland
- Kateřina Siniaková – Tashkent
- Silvia Soler Espinosa – New Haven
- Carla Suárez Navarro – Stanford
- Anna Tatishvili – Linz

Equipes
- França – Copa Hopman

#### Defensoras
Jogadoras e/ou equipes que foram campeãs na edição anterior e repetiram o feito na atual temporada nos respectivos torneios e modalidades:
Simples
- Li Na – Shenzhen
- Maria Sharapova – Stuttgart
- Samantha Stosur – Osaka
- Elina Svitolina – Baku
- Serena Williams – Brisbane, Miami, Roma, US Open e WTA Finals

Duplas
- Shuko Aoyama – Washington
- Cara Black – Tóquio
- Sara Errani – Australian Open
- Anabel Medina Garrigues – Florianópolis
- Sania Mirza – Tóquio
- Yaroslava Shvedova – Florianópolis
- Roberta Vinci – Australian Open

### Prêmios em dinheiro
Em 3 de novembro de 2014.
| #  | Jogadora            | Simples       | Duplas        | Mistas | Bônus       | Total         |
| -- | ------------------- | ------------- | ------------- | ------ | ----------- | ------------- |
| 1  | Serena Williams     | US$ 8.823.749 | US$ 43.549    | US$ 0  | US$ 450.000 | US$ 9.317.298 |
| 2  | Maria Sharapova     | US$ 5.439.357 | US$ 0         | US$ 0  | US$ 400.000 | US$ 5.839.357 |
| 3  | Petra Kvitová       | US$ 4.845.342 | US$ 7.894     | US$ 0  | US$ 350.000 | US$ 5.203.236 |
| 4  | Simona Halep        | US$ 4.506.687 | US$ 13.076    | US$ 0  | US$ 0       | US$ 4.519.763 |
| 5  | Li Na               | US$ 3.409.885 | US$ 0         | US$ 0  | US$ 0       | US$ 3.409.885 |
| 6  | Caroline Wozniacki  | US$ 3.172.350 | US$ 0         | US$ 0  | US$ 200.000 | US$ 3.372.350 |
| 7  | Eugenie Bouchard    | US$ 3.196.832 | US$ 24.097    | US$ 0  | US$ 0       | US$ 3.220.929 |
| 8  | Agnieszka Radwańska | US$ 2.745.411 | US$ 0         | US$ 0  | US$ 450.000 | US$ 3.195.411 |
| 9  | Sara Errani         | US$ 1.363.388 | US$ 1.001.168 | US$ 0  | US$ 225.000 | US$ 2.589.556 |
| 10 | Flavia Pennetta     | US$ 2.083.590 | US$ 314.655   | US$ 0  | US$ 0       | US$ 2.398.245 |

### Aspectos de jogo
Ao final da temporada. Apenas jogos de simples em chaves principais.
| Aces | Aces              | Aces | Aces  |
| #    | Jogadora          | Aces | Jogos |
| ---- | ----------------- | ---- | ----- |
| 1    | Serena Williams   | 452  | 60    |
| 2    | Karolína Plíšková | 435  | 68    |
| 3    | Coco Vandeweghe   | 306  | 36    |
| 4    | Lucie Šafářová    | 272  | 59    |
| 5    | Petra Kvitová     | 263  | 55    |
| 6    | Sabine Lisicki    | 245  | 45    |
| 7    | Madison Keys      | 235  | 48    |
| 8    | Samantha Stosur   | 234  | 53    |
| 9    | Ana Ivanović      | 231  | 75    |
| 10   | Venus Williams    | 222  | 46    |

| Aproveitamento de primeiro serviço | Aproveitamento de primeiro serviço | Aproveitamento de primeiro serviço | Aproveitamento de primeiro serviço |
| #                                  | Jogadora                           | %                                  | Jogos                              |
| ---------------------------------- | ---------------------------------- | ---------------------------------- | ---------------------------------- |
| 1                                  | Sara Errani                        | 81,6                               | 58                                 |
| 2                                  | Annika Beck                        | 74,0                               | 43                                 |
| 3                                  | Kurumi Nara                        | 73,9                               | 44                                 |
| 4                                  | Johanna Larsson                    | 71,3                               | 22                                 |
| 5                                  | Monica Niculescu                   | 71,2                               | 42                                 |
| 6                                  | Carla Suárez Navarro               | 71,0                               | 74                                 |
| 7                                  | Zheng Jie                          | 70,3                               | 26                                 |
| 8                                  | Caroline Wozniacki                 | 69,8                               | 68                                 |
| 9                                  | Yvonne Meusburger                  | 69,8                               | 34                                 |
| 10                                 | Jana Čepelová                      | 68,4                               | 41                                 |

| Pontos de primeiro serviço conquistados | Pontos de primeiro serviço conquistados | Pontos de primeiro serviço conquistados | Pontos de primeiro serviço conquistados |
| #                                       | Jogadora                                | %                                       | Jogos                                   |
| --------------------------------------- | --------------------------------------- | --------------------------------------- | --------------------------------------- |
| 1                                       | Coco Vandeweghe                         | 75,2                                    | 36                                      |
| 2                                       | Serena Williams                         | 74,7                                    | 60                                      |
| 3                                       | Venus Williams                          | 71,2                                    | 46                                      |
| 4                                       | Karolína Plíšková                       | 70,9                                    | 68                                      |
| 5                                       | Lucie Šafářová                          | 69,5                                    | 59                                      |
| 6                                       | Camila Giorgi                           | 69,3                                    | 46                                      |
| 7                                       | Anastasia Pavlyuchenkova                | 69,0                                    | 46                                      |
| 8                                       | Petra Kvitová                           | 68,5                                    | 55                                      |
| 9                                       | Madison Keys                            | 68,2                                    | 48                                      |
| 10                                      | Samantha Stosur                         | 68,1                                    | 53                                      |

| Pontos de segundo serviço conquistados | Pontos de segundo serviço conquistados | Pontos de segundo serviço conquistados | Pontos de segundo serviço conquistados |
| #                                      | Jogadora                               | %                                      | Jogos                                  |
| -------------------------------------- | -------------------------------------- | -------------------------------------- | -------------------------------------- |
| 1                                      | Samantha Stosur                        | 50,3                                   | 53                                     |
| 2                                      | Serena Williams                        | 50,3                                   | 60                                     |
| 3                                      | Alison Van Uytvanck                    | 50,1                                   | 29                                     |
| 4                                      | Petra Kvitová                          | 49,9                                   | 55                                     |
| 5                                      | Simona Halep                           | 49,6                                   | 62                                     |
| 6                                      | Ana Ivanović                           | 49,1                                   | 75                                     |
| 7                                      | Casey Dellacqua                        | 49,1                                   | 43                                     |
| 8                                      | Madison Keys                           | 49,1                                   | 48                                     |
| 9                                      | Li Na                                  | 48,7                                   | 35                                     |
| 10                                     | Silvia Soler Espinosa                  | 48,5                                   | 39                                     |

| Pontos de devolução no 1º serviço conquistados | Pontos de devolução no 1º serviço conquistados | Pontos de devolução no 1º serviço conquistados | Pontos de devolução no 1º serviço conquistados |
| #                                              | Jogadora                                       | %                                              | Jogos                                          |
| ---------------------------------------------- | ---------------------------------------------- | ---------------------------------------------- | ---------------------------------------------- |
| 1                                              | Monica Niculescu                               | 43,8                                           | 42                                             |
| 2                                              | Sara Errani                                    | 43,1                                           | 58                                             |
| 3                                              | Simona Halep                                   | 42,3                                           | 62                                             |
| 4                                              | Agnieszka Radwańska                            | 42,1                                           | 65                                             |
| 5                                              | Carla Suárez Navarro                           | 42,1                                           | 74                                             |
| 6                                              | Annika Beck                                    | 41,9                                           | 43                                             |
| 7                                              | Chanelle Scheepers                             | 41,6                                           | 32                                             |
| 8                                              | Serena Williams                                | 41,5                                           | 60                                             |
| 9                                              | Li Na                                          | 41,4                                           | 35                                             |
| 10                                             | Maria Sharapova                                | 41,4                                           | 62                                             |

| Pontos de devolução no 2º serviço conquistados | Pontos de devolução no 2º serviço conquistados | Pontos de devolução no 2º serviço conquistados | Pontos de devolução no 2º serviço conquistados |
| #                                              | Jogadora                                       | %                                              | Jogos                                          |
| ---------------------------------------------- | ---------------------------------------------- | ---------------------------------------------- | ---------------------------------------------- |
| 1                                              | Chanelle Scheepers                             | 59,9                                           | 32                                             |
| 2                                              | Li Na                                          | 59,5                                           | 35                                             |
| 3                                              | Maria Sharapova                                | 59,4                                           | 62                                             |
| 4                                              | Annika Beck                                    | 59,0                                           | 43                                             |
| 5                                              | Agnieszka Radwańska                            | 59,0                                           | 65                                             |
| 6                                              | Monica Niculescu                               | 58,9                                           | 42                                             |
| 7                                              | Angelique Kerber                               | 58,9                                           | 65                                             |
| 8                                              | Simona Halep                                   | 58,8                                           | 62                                             |
| 9                                              | Lara Arruabarrena                              | 58,7                                           | 22                                             |
| 8                                              | Dominika Cibulková                             | 58,5                                           | 54                                             |

| Games de serviço conquistados | Games de serviço conquistados | Games de serviço conquistados | Games de serviço conquistados |
| #                             | Jogadora                      | %                             | Jogos                         |
| ----------------------------- | ----------------------------- | ----------------------------- | ----------------------------- |
| 1                             | Serena Williams               | 80,9                          | 60                            |
| 2                             | Coco Vandeweghe               | 77,4                          | 36                            |
| 3                             | Lucie Šafářová                | 76,8                          | 59                            |
| 4                             | Petra Kvitová                 | 76,1                          | 55                            |
| 5                             | Samantha Stosur               | 75,0                          | 53                            |
| 6                             | Karolína Plíšková             | 74,6                          | 68                            |
| 7                             | Caroline Wozniacki            | 73,4                          | 68                            |
| 8                             | Li Na                         | 73,3                          | 35                            |
| 9                             | Venus Williams                | 73,3                          | 46                            |
| 10                            | Simona Halep                  | 72,7                          | 62                            |

| Games de devolução conquistados | Games de devolução conquistados | Games de devolução conquistados | Games de devolução conquistados |
| #                               | Jogadora                        | %                               | Jogos                           |
| ------------------------------- | ------------------------------- | ------------------------------- | ------------------------------- |
| 1                               | Monica Niculescu                | 48,5                            | 42                              |
| 2                               | Simona Halep                    | 47,1                            | 62                              |
| 3                               | Annika Beck                     | 46,1                            | 43                              |
| 4                               | Li Na                           | 46,0                            | 35                              |
| 5                               | Agnieszka Radwańska             | 45,9                            | 65                              |
| 6                               | Sara Errani                     | 45,9                            | 58                              |
| 7                               | Chanelle Scheepers              | 45,6                            | 32                              |
| 8                               | Maria Sharapova                 | 45,5                            | 62                              |
| 9                               | Serena Williams                 | 44,9                            | 60                              |
| 8                               | Carla Suárez Navarro            | 44,4                            | 74                              |

| Break points salvos | Break points salvos        | Break points salvos | Break points salvos |
| #                   | Jogadora                   | %                   | Jogos               |
| ------------------- | -------------------------- | ------------------- | ------------------- |
| 1                   | Lucie Šafářová             | 64,5                | 59                  |
| 2                   | Serena Williams            | 61,6                | 60                  |
| 3                   | Misaki Doi                 | 60,5                | 21                  |
| 4                   | Angelique Kerber           | 60,4                | 65                  |
| 5                   | Li Na                      | 60,2                | 35                  |
| 6                   | Venus Williams             | 60,0                | 46                  |
| 7                   | Petra Kvitová              | 59,9                | 55                  |
| 8                   | Caroline Wozniacki         | 59,8                | 68                  |
| 9                   | Barbora Záhlavová-Strýcová | 59,2                | 52                  |
| 10                  | Victoria Azarenka          | 59,0                | 24                  |

| Break points convertidos | Break points convertidos | Break points convertidos | Break points convertidos |
| #                        | Jogadora                 | %                        | Jogos                    |
| ------------------------ | ------------------------ | ------------------------ | ------------------------ |
| 1                        | Zheng Jie                | 53,8                     | 26                       |
| 2                        | Zheng Saisai             | 53,4                     | 25                       |
| 3                        | Li Na                    | 52,8                     | 35                       |
| 4                        | Monica Niculescu         | 52,8                     | 42                       |
| 5                        | Simona Halep             | 51,7                     | 62                       |
| 6                        | Anna-Lena Friedsam       | 51,4                     | 26                       |
| 7                        | Paula Ormaechea          | 51,1                     | 26                       |
| 8                        | Maria Sharapova          | 51,1                     | 62                       |
| 9                        | Andrea Petkovic          | 50,8                     | 61                       |
| 10                       | Chanelle Scheepers       | 50,6                     | 32                       |

### Vitórias
Ao final da temporada. Chaves principais em simples.
| Em todos os pisos | Em todos os pisos    | Em todos os pisos | Em todos os pisos |
| #                 | Jogadora             | Vitórias          | Derrotas          |
| ----------------- | -------------------- | ----------------- | ----------------- |
| 1                 | Ana Ivanović         | 58                | 17                |
| 2                 | Serena Williams      | 52                | 8                 |
| 3                 | Carla Suárez Navarro | 51                | 25                |
| 4                 | Maria Sharapova      | 49                | 13                |
| 4                 | Caroline Wozniacki   | 49                | 19                |
| 6                 | Agnieszka Radwańska  | 47                | 22                |
| 6                 | Angelique Kerber     | 47                | 22                |
| 8                 | Simona Halep         | 46                | 16                |
| 9                 | Karolína Plíšková    | 44                | 24                |
| 10                | Eugenie Bouchard     | 43                | 22                |

| No piso duro | No piso duro         | No piso duro | No piso duro |
| #            | Jogadora             | Vitórias     | Derrotas     |
| ------------ | -------------------- | ------------ | ------------ |
| 1            | Caroline Wozniacki   | 42           | 15           |
| 2            | Serena Williams      | 41           | 5            |
| 3            | Ana Ivanović         | 38           | 12           |
| 4            | Karolína Plíšková    | 36           | 18           |
| 5            | Angelique Kerber     | 34           | 15           |
| 6            | Agnieszka Radwańska  | 33           | 16           |
| 7            | Alizé Cornet         | 32           | 19           |
| 8            | Carla Suárez Navarro | 31           | 18           |
| 9            | Ekaterina Makarova   | 30           | 15           |
| 10           | Dominika Cibulková   | 29           | 19           |

| No saibro | No saibro             | No saibro | No saibro |
| #         | Jogadora              | Vitórias  | Derrotas  |
| --------- | --------------------- | --------- | --------- |
| 1         | Andrea Petkovic       | 19        | 5         |
| 1         | Maria Sharapova       | 19        | 1         |
| 1         | Sara Errani           | 19        | 6         |
| 4         | Carla Suárez Navarro  | 18        | 5         |
| 5         | Simona Halep          | 17        | 3         |
| 6         | Jelena Janković       | 16        | 6         |
| 7         | Eugenie Bouchard      | 15        | 5         |
| 8         | Ana Ivanović          | 13        | 4         |
| 9         | Sílvia Soler Espinosa | 12        | 9         |
| 9         | Svetlana Kuznetsova   | 12        | 5         |
| 11        | Chanelle Scheepers    | 11        | 8         |
| 11        | Agnieszka Radwańska   | 11        | 4         |

| Na grama | Na grama                   | Na grama | Na grama |
| #        | Jogadora                   | Vitórias | Derrotas |
| -------- | -------------------------- | -------- | -------- |
| 1        | Petra Kvitová              | 9        | 0        |
| 1        | Barbora Záhlavová-Strýcová | 9        | 3        |
| 3        | Coco Vandeweghe            | 8        | 2        |
| 3        | Angelique Kerber           | 8        | 2        |
| 3        | Madison Keys               | 8        | 2        |
| 6        | Ana Ivanović               | 7        | 1        |
| 7        | Ekaterina Makarova         | 6        | 2        |
| 7        | Simona Halep               | 6        | 2        |
| 7        | Lauren Davis               | 6        | 3        |
| 7        | Caroline Wozniacki         | 6        | 2        |
| 7        | Eugenie Bouchard           | 6        | 2        |
| 7        | Klára Koukalová            | 6        | 3        |

| Em três sets | Em três sets             | Em três sets | Em três sets |
| #            | Jogadora                 | Vitórias     | Derrotas     |
| ------------ | ------------------------ | ------------ | ------------ |
| 1            | Maria Sharapova          | 20           | 8            |
| 2            | Caroline Wozniacki       | 17           | 6            |
| 2            | Alizé Cornet             | 17           | 10           |
| 4            | Karolína Plíšková        | 15           | 10           |
| 4            | Carla Suárez Navarro     | 15           | 10           |
| 4            | Lucie Šafářová           | 15           | 13           |
| 7            | Andrea Petkovic          | 14           | 7            |
| 7            | Bojana Jovanovski        | 14           | 4            |
| 7            | Angelique Kerber         | 14           | 9            |
| 10           | Casey Dellacqua          | 13           | 6            |
| 10           | Ana Ivanović             | 13           | 8            |
| 10           | Anastasia Pavlyuchenkova | 13           | 8            |
| 10           | Garbiñe Muguruza         | 13           | 12           |
| 10           | Sabine Lisicki           | 13           | 7            |

| Contra oponentes do Top 10 | Contra oponentes do Top 10 | Contra oponentes do Top 10 | Contra oponentes do Top 10 |
| #                          | Jogadora                   | Vitórias                   | Derrotas                   |
| -------------------------- | -------------------------- | -------------------------- | -------------------------- |
| 1                          | Serena Williams            | 12                         | 1                          |
| 2                          | Maria Sharapova            | 10                         | 5                          |
| 3                          | Ana Ivanović               | 9                          | 8                          |
| 4                          | Simona Halep               | 8                          | 6                          |
| 5                          | Eugenie Bouchard           | 6                          | 9                          |
| 5                          | Caroline Wozniacki         | 6                          | 9                          |
| 5                          | Anastasia Pavlyuchenkova   | 6                          | 4                          |
| 8                          | Ekaterina Makarova         | 5                          | 8                          |
| 8                          | Alizé Cornet               | 5                          | 5                          |

## Rankings
Estes são os rankings das 20 melhores jogadoras em simples e duplas. As corridas exibem a classificação ao WTA Finals, com pontos computados desde o início da temporada até o último torneio regular, antes do principal evento de Fim de temporada. Os rankings finais contemplam toda a temporada; são os da primeira segunda-feira após o último torneio informado nesta página.

### Simples
| Corrida final de simples (20 de outubro de 2014) | Corrida final de simples (20 de outubro de 2014) | Corrida final de simples (20 de outubro de 2014) | Corrida final de simples (20 de outubro de 2014) |
| Pos.                                             | Jogadora                                         | Pontos                                           | Torneios                                         |
| ------------------------------------------------ | ------------------------------------------------ | ------------------------------------------------ | ------------------------------------------------ |
| 1ª                                               | Serena Williams                                  | 7.146                                            | 18                                               |
| 2ª                                               | Maria Sharapova                                  | 6.680                                            | 16                                               |
| 3ª                                               | Petra Kvitová                                    | 5.597                                            | 19                                               |
| 4ª                                               | Simona Halep                                     | 5.403                                            | 20                                               |
| 5ª                                               | Eugenie Bouchard                                 | 4.523                                            | 23                                               |
| 6ª                                               | Agnieszka Radwańska                              | 4.441                                            | 21                                               |
| 7ª                                               | Ana Ivanović                                     | 4.390                                            | 22                                               |
| 8ª                                               | Caroline Wozniacki                               | 4.045                                            | 20                                               |
| 9ª                                               | Angelique Kerber                                 | 3.480                                            | 22                                               |
| 10ª                                              | Ekaterina Makarova                               | 2.970                                            | 20                                               |
| 11ª                                              | Dominika Cibulková                               | 2.908                                            | 23                                               |
| 12ª                                              | Sara Errani                                      | 2.775                                            | 23                                               |
| 13ª                                              | Jelena Janković                                  | 2.675                                            | 22                                               |
| 14ª                                              | Flavia Pennetta                                  | 2.642                                            | 19                                               |
| 15ª                                              | Lucie Šafářová                                   | 2.615                                            | 24                                               |
| 16ª                                              | Andrea Petkovic                                  | 2.495                                            | 24                                               |
| 17ª                                              | Carla Suárez Navarro                             | 2.370                                            | 24                                               |
| 18ª                                              | Venus Williams                                   | 2.270                                            | 18                                               |
| 19ª                                              | Alizé Cornet                                     | 2.200                                            | 23                                               |
| 20ª                                              | Peng Shuai                                       | 2.005                                            | 24                                               |

| Ranking final de simples (10 de novembro de 2014) | Ranking final de simples (10 de novembro de 2014) | Ranking final de simples (10 de novembro de 2014) | Ranking final de simples (10 de novembro de 2014) | Ranking final de simples (10 de novembro de 2014) | Ranking final de simples (10 de novembro de 2014) | Ranking final de simples (10 de novembro de 2014) | Ranking final de simples (10 de novembro de 2014) | Ranking final de simples (10 de novembro de 2014) |
| Pos.                                              | Jogadora                                          | Idade                                             | Pontos                                            | Torneios                                          | Pos. '13                                          | Maior                                             | Menor                                             | Variação                                          |
| ------------------------------------------------- | ------------------------------------------------- | ------------------------------------------------- | ------------------------------------------------- | ------------------------------------------------- | ------------------------------------------------- | ------------------------------------------------- | ------------------------------------------------- | ------------------------------------------------- |
| 1ª                                                | Serena Williams                                   | 33                                                | 8.485                                             | 18                                                | 1ª                                                | 1ª                                                | 1ª                                                | Estável                                           |
| 2ª                                                | Maria Sharapova                                   | 27                                                | 7.050                                             | 16                                                | 4ª                                                | 2ª                                                | 9ª                                                | 2                                                 |
| 3ª                                                | Simona Halep                                      | 23                                                | 6.292                                             | 20                                                | 11ª                                               | 2ª                                                | 11ª                                               | 8                                                 |
| 4ª                                                | Petra Kvitová                                     | 24                                                | 5.966                                             | 19                                                | 6ª                                                | 3ª                                                | 9ª                                                | 2                                                 |
| 5ª                                                | Ana Ivanović                                      | 26                                                | 4.820                                             | 22                                                | 16ª                                               | 5ª                                                | 14ª                                               | 11                                                |
| 6ª                                                | Agnieszka Radwańska                               | 25                                                | 4.810                                             | 21                                                | 5ª                                                | 3ª                                                | 7ª                                                | 1                                                 |
| 7ª                                                | Eugenie Bouchard                                  | 20                                                | 4.715                                             | 23                                                | 32ª                                               | 5ª                                                | 32ª                                               | 25                                                |
| 8ª                                                | Caroline Wozniacki                                | 24                                                | 4.625                                             | 20                                                | 10ª                                               | 7ª                                                | 18ª                                               | 2                                                 |
| 9ª                                                | Angelique Kerber                                  | 26                                                | 3.480                                             | 22                                                | 9ª                                                | 6ª                                                | 10ª                                               | 1                                                 |
| 10ª                                               | Dominika Cibulková                                | 25                                                | 3.052                                             | 24                                                | 23ª                                               | 10ª                                               | 24ª                                               | 13                                                |
| 11ª                                               | Ekaterina Makarova                                | 26                                                | 2.970                                             | 20                                                | 24ª                                               | 11ª                                               | 28ª                                               | 13                                                |
| 12ª                                               | Flavia Pennetta                                   | 32                                                | 2.861                                             | 20                                                | 31ª                                               | 11ª                                               | 31ª                                               | 19                                                |
| 13ª                                               | Andrea Petkovic                                   | 27                                                | 2.780                                             | 25                                                | 39ª                                               | 14ª                                               | 40ª                                               | 26                                                |
| 14ª                                               | Sara Errani                                       | 27                                                | 2.775                                             | 23                                                | 7ª                                                | 7ª                                                | 15ª                                               | 7                                                 |
| 15ª                                               | Jelena Janković                                   | 29                                                | 2.675                                             | 22                                                | 8ª                                                | 6ª                                                | 16ª                                               | 6                                                 |
| 16ª                                               | Lucie Šafářová                                    | 27                                                | 2.615                                             | 24                                                | 29ª                                               | 14ª                                               | 29ª                                               | 13                                                |
| 17ª                                               | Carla Suárez Navarro                              | 26                                                | 2.415                                             | 25                                                | 17ª                                               | 14ª                                               | 19ª                                               | Estável                                           |
| 18ª                                               | Venus Williams                                    | 34                                                | 2.270                                             | 18                                                | 49ª                                               | 18ª                                               | 49ª                                               | 31                                                |
| 19ª                                               | Alizé Cornet                                      | 24                                                | 2.255                                             | 24                                                | 27ª                                               | 20ª                                               | 27ª                                               | 8                                                 |
| 20ª                                               | Garbiñe Muguruza                                  | 21                                                | 2.043                                             | 23                                                | 64ª                                               | 20ª                                               | 58ª                                               | 44                                                |

#### Número 1 do mundo
| Jogadora        | Ganhou o posto | Perdeu o posto |
| --------------- | -------------- | -------------- |
| Serena Williams | antes de 2014  | depois de 2014 |

### Duplas
| Corrida final de duplas (20 de outubro de 2014) | Corrida final de duplas (20 de outubro de 2014) | Corrida final de duplas (20 de outubro de 2014) | Corrida final de duplas (20 de outubro de 2014) |
| Pos.                                            | Dupla                                           | Pontos                                          | Torneios                                        |
| ----------------------------------------------- | ----------------------------------------------- | ----------------------------------------------- | ----------------------------------------------- |
| 1ª                                              | Sara Errani Roberta Vinci                       | 9.315                                           | 18                                              |
| 2ª                                              | Hsieh Su-wei Peng Shuai                         | 5.262                                           | 12                                              |
| 3ª                                              | Cara Black Sania Mirza                          | 5.185                                           | 21                                              |
| 4ª                                              | Ekaterina Makarova Elena Vesnina                | 5.130                                           | 13                                              |
| 5ª                                              | Raquel Kops-Jones Abigail Spears                | 4.240                                           | 21                                              |
| 6ª                                              | Květa Peschke Katarina Srebotnik                | 3.950                                           | 18                                              |
| 7ª                                              | Carla Suárez Navarro Garbiñe Muguruza           | 3.515                                           | 12                                              |
| 8ª                                              | Alla Kudryavtseva Anastasia Rodionova           | 3.410                                           | 21                                              |
| 9ª                                              | Martina Hingis Flavia Pennetta                  | 3.346                                           | 8                                               |
| 10ª                                             | Anabel Medina Garrigues Yaroslava Shvedova      | 2.625                                           | 16                                              |

| Ranking final de duplas (10 de novembro de 2014) | Ranking final de duplas (10 de novembro de 2014) | Ranking final de duplas (10 de novembro de 2014) | Ranking final de duplas (10 de novembro de 2014) | Ranking final de duplas (10 de novembro de 2014) | Ranking final de duplas (10 de novembro de 2014) | Ranking final de duplas (10 de novembro de 2014) |
| Pos.                                             | Jogadora                                         | Idade                                            | Pontos                                           | Torneios                                         | Pos. '13                                         | Variação                                         |
| ------------------------------------------------ | ------------------------------------------------ | ------------------------------------------------ | ------------------------------------------------ | ------------------------------------------------ | ------------------------------------------------ | ------------------------------------------------ |
| 1ª                                               | Sara Errani                                      | 27                                               | 9.585                                            | 19                                               | 1ª                                               | Estável                                          |
| 1ª                                               | Roberta Vinci                                    | 31                                               | 9.585                                            | 19                                               | 1ª                                               | Estável                                          |
| 3ª                                               | Peng Shuai                                       | 28                                               | 7.800                                            | 16                                               | 4ª                                               | 1                                                |
| 4ª                                               | Cara Black                                       | 35                                               | 6.775                                            | 24                                               | 13ª                                              | 9                                                |
| 5ª                                               | Hsieh Su-wei                                     | 28                                               | 6.510                                            | 19                                               | 3ª                                               | 2                                                |
| 6ª                                               | Sania Mirza                                      | 27                                               | 6.470                                            | 22                                               | 9ª                                               | 3                                                |
| 7ª                                               | Ekaterina Makarova                               | 26                                               | 5.580                                            | 16                                               | 7ª                                               | Estável                                          |
| 7ª                                               | Elena Vesnina                                    | 28                                               | 5.580                                            | 15                                               | 5ª                                               | 2                                                |
| 9ª                                               | Květa Peschke                                    | 39                                               | 5.000                                            | 21                                               | 16ª                                              | 7                                                |
| 10ª                                              | Katarina Srebotnik                               | 33                                               | 4.630                                            | 20                                               | 6ª                                               | 4                                                |
| 11ª                                              | Martina Hingis                                   | 34                                               | 4.575                                            | 14                                               | 180ª                                             | 169                                              |
| 12ª                                              | Raquel Kops-Jones                                | 30                                               | 4.515                                            | 22                                               | 23ª                                              | 11                                               |
| 12ª                                              | Abigail Spears                                   | 33                                               | 4.515                                            | 22                                               | 23ª                                              | 11                                               |
| 14ª                                              | Flavia Pennetta                                  | 32                                               | 4.200                                            | 17                                               | 32ª                                              | 18                                               |
| 15ª                                              | Andrea Hlaváčková                                | 28                                               | 4.065                                            | 21                                               | 11ª                                              | 4                                                |
| 16ª                                              | Garbiñe Muguruza                                 | 21                                               | 4.045                                            | 16                                               | 153ª                                             | 137                                              |
| 17ª                                              | Kristina Mladenovic                              | 21                                               | 3.945                                            | 25                                               | 19ª                                              | 2                                                |
| 18ª                                              | Alla Kudryavtseva                                | 27                                               | 3.915                                            | 24                                               | 31ª                                              | 13                                               |
| 18ª                                              | Anastasia Rodionova                              | 32                                               | 3.915                                            | 23                                               | 25ª                                              | 7                                                |
| 20ª                                              | Carla Suárez Navarro                             | 26                                               | 3.870                                            | 14                                               | 58ª                                              | 38                                               |

#### Número 1 do mundo
| Jogadora                  | Ganhou o posto | Perdeu o posto |
| ------------------------- | -------------- | -------------- |
| Sara Errani Roberta Vinci | antes de 2014  | 16/02/2014     |
| Peng Shuai                | 17/02/2014     | 11/05/2014     |
| Peng Shuai Hsieh Su-wei   | 12/05/2014     | 18/05/2014     |
| Peng Shuai                | 19/05/2014     | 08/06/2014     |
| Peng Shuai Hsieh Su-wei   | 09/06/2014     | 06/07/2014     |
| Sara Errani Roberta Vinci | 07/07/2014     | depois de 2014 |

## Distribuição de pontos
A distribuição de pontos para a temporada de 2014 – que sofreu significativas mudanças em relação a 2013 – foi definida:
| Categoria                           | T      | F      | SF  | QF                                                | R16                                               | R32                                               | R64                                               | R128                                              | Q                                                 | Q3                                                | Q2                                                | Q1                                                |
| ----------------------------------- | ------ | ------ | --- | ------------------------------------------------- | ------------------------------------------------- | ------------------------------------------------- | ------------------------------------------------- | ------------------------------------------------- | ------------------------------------------------- | ------------------------------------------------- | ------------------------------------------------- | ------------------------------------------------- |
| Grand Slam (S)                      | 2000   | 1300   | 780 | 430                                               | 240                                               | 130                                               | 70                                                | 10                                                | 40                                                | 30                                                | 20                                                | 2                                                 |
| Grand Slam (D)                      | 2000   | 1300   | 780 | 430                                               | 240                                               | 130                                               | 10                                                | –                                                 | 40†                                               | –                                                 | –                                                 | –                                                 |
| WTA Finals (S)                      | 810+FG | 360+FG | FG  | Round robin (FG): 160 por vitória + 70 por jogo   | Round robin (FG): 160 por vitória + 70 por jogo   | Round robin (FG): 160 por vitória + 70 por jogo   | Round robin (FG): 160 por vitória + 70 por jogo   | Round robin (FG): 160 por vitória + 70 por jogo   | Round robin (FG): 160 por vitória + 70 por jogo   | Round robin (FG): 160 por vitória + 70 por jogo   | Round robin (FG): 160 por vitória + 70 por jogo   | Round robin (FG): 160 por vitória + 70 por jogo   |
| WTA Finals (D)                      | 1500   | 1050   | 690 | 460                                               | –                                                 | –                                                 | –                                                 | –                                                 | –                                                 | –                                                 | –                                                 | –                                                 |
| Torneio das Campeãs (S)             | 195+FG | 75+FG  | FG  | Fase de grupos (FG): 25 por vitória + 35 por jogo | Fase de grupos (FG): 25 por vitória + 35 por jogo | Fase de grupos (FG): 25 por vitória + 35 por jogo | Fase de grupos (FG): 25 por vitória + 35 por jogo | Fase de grupos (FG): 25 por vitória + 35 por jogo | Fase de grupos (FG): 25 por vitória + 35 por jogo | Fase de grupos (FG): 25 por vitória + 35 por jogo | Fase de grupos (FG): 25 por vitória + 35 por jogo | Fase de grupos (FG): 25 por vitória + 35 por jogo |
| WTA Premier Mandatory (96S, 48Q)    | 1000   | 650    | 390 | 215                                               | 120                                               | 65                                                | 35                                                | 10                                                | 30                                                | –                                                 | 20                                                | 2                                                 |
| WTA Premier Mandatory (64/60S, 32Q) | 1000   | 650    | 390 | 215                                               | 120                                               | 65                                                | 10                                                | –                                                 | 30                                                | –                                                 | 20                                                | 2                                                 |
| WTA Premier Mandatory (28/32D)      | 1000   | 650    | 390 | 215                                               | 120                                               | 10                                                | –                                                 | –                                                 | –                                                 | –                                                 | –                                                 | –                                                 |
| WTA Premier 5 (56S, 64Q)            | 900    | 585    | 350 | 190                                               | 105                                               | 60                                                | 1                                                 | –                                                 | 30                                                | 22                                                | 15                                                | 1                                                 |
| WTA Premier 5 (56S, 48/32Q)         | 900    | 585    | 350 | 190                                               | 105                                               | 60                                                | 1                                                 | –                                                 | 30                                                | –                                                 | 20                                                | 1                                                 |
| WTA Premier 5 (28D)                 | 900    | 585    | 350 | 190                                               | 105                                               | 1                                                 | –                                                 | –                                                 | –                                                 | –                                                 | –                                                 | –                                                 |
| WTA Premier 5 (16D)                 | 900    | 585    | 350 | 190                                               | 1                                                 | –                                                 | –                                                 | –                                                 | –                                                 | –                                                 | –                                                 | –                                                 |
| WTA Premier (56S)                   | 470    | 305    | 185 | 100                                               | 55                                                | 30                                                | 1                                                 | –                                                 | 25                                                | –                                                 | 13                                                | 1                                                 |
| WTA Premier (32S)                   | 470    | 305    | 185 | 100                                               | 55                                                | 1                                                 | –                                                 | –                                                 | 25                                                | 18                                                | 13                                                | 1                                                 |
| WTA Premier (16D)                   | 470    | 305    | 185 | 100                                               | 1                                                 | –                                                 | –                                                 | –                                                 | –                                                 | –                                                 | –                                                 | –                                                 |
| WTA International (32S, 32Q)        | 280    | 180    | 110 | 60                                                | 30                                                | 1                                                 | –                                                 | –                                                 | 18                                                | 14                                                | 10                                                | 1                                                 |
| WTA International (32S, 16Q)        | 280    | 180    | 110 | 60                                                | 30                                                | 1                                                 | –                                                 | –                                                 | 18                                                | –                                                 | 12                                                | 1                                                 |
| WTA International (16D)             | 280    | 180    | 110 | 60                                                | 1                                                 | –                                                 | –                                                 | –                                                 | –                                                 | –                                                 | –                                                 | –                                                 |

† Aplicável somente ao Torneio de Wimbledon, que possui chave qualificatória de duplas.

## Aposentadorias e retornos
Notáveis tenistas (campeãs de pelo menos um torneio do circuito WTA e/ou top 100 no ranking de simples ou duplas por pelo menos uma semana) que anunciaram o fim de suas carreiras profissionais ou que, já aposentadas, retornaram ao circuito durante a temporada de 2014:

### Aposentadorias
Legenda:
- (V) vencedora; (F) finalista; (SF) semifinalista: (QF) quadrifinalista; (#R) derrotada na #ª fase da chave principal; (Q#) derrotada na #ª fase do qualificatório;

- (AO) Australian Open; (RG) Roland Garros; (WC) Wimbledon; (USO) US Open;

- (S) simples; (D) duplas; (DM) duplas mistas.

| 57ª | S | 09/05/2011 |
| 55ª | D | 20/02/2012 |

| 1 | D |

| QF | WC | 2009 | D |

| 68ª | S | 24/06/2013 |

| 3R | USO | 2012 | S |

| 35ª | S | 10/07/2006 |
| 71ª | D | 08/07/2013 |

| 1 | D |

| 3R | WC | 2008 | D |

| 87ª | S | 30/01/2012 |

| 2R | AO  | 2012 | S |
| 2R | WC  | 2011 | S |
| 2R | USO | 2009 | S |

| 84ª | D | 04/08/2008 |

| 1 | D |

| 2R | WC | 2008 | D |

| 22ª | D | 14/05/2012 |

| 1 | D |

| QF | AO | 2011 | D |

| 95ª | S | 22/08/2005 |
| 86ª | D | 15/09/2008 |

| 3R | USO | 2004 | S |

| 99ª | S | 21/06/2004 |
| 59ª | D | 10/07/2006 |

| 2 | D |

| 3R | WC | 2006 | D |

| 18ª | S | 29/07/2002 |

| 2 | S |

| 3R | RG | 2002      | S |
| 3R | WC | 1999 2004 | S |

| 2ª  | S | 17/02/2014 |
| 54ª | D | 28/08/2006 |

| 9 | S |
| 2 | D |

| V | AO | 2014 | S |
| V | RG | 2011 | S |

| 83ª | S | 18/07/2005 |

| 2R | RG | 2005 2008 | S |

| 25ª | S | 06/04/2009 |
| 17ª | D | 31/01/2011 |

| 2  | S  |
| 14 | D  |
| 1  | DM |

| V | WC | 2011 | DM |

| 1ª | S | 20/04/2009 |
| 8ª | D | 12/05/2008 |

| 12 | S |
| 9  | D |

| V | USO | 2007 | D |

| 11ª | S | 10/09/2001 |
| 4ª  | D | 21/03/2005 |

| 6  | S |
| 17 | D |

| SF | AO | 2006 | D |
| SF | RG | 2005 | D |

| 87ª | S | 19/06/2006 |
| 63ª | D | 24/07/2006 |

| 3R | WC | 2006 | D |

| 86ª | S | 10/03/2008 |

| 2R | AO | 2006 2008 | S |
| 2R | RG | 2006      | D |

### Retornos
Legenda:
- (V) vencedora; (F) finalista; (SF) semifinalista: (QF) quadrifinalista; (#R) derrotada na #ª fase da chave principal; (Q#) derrotada na #ª fase do qualificatório;

- (AO) Australian Open; (RG) Roland Garros; (WC) Wimbledon; (USO) US Open;

- (S) simples; (D) duplas; (DM) duplas mistas.

| 7ª | S | 14/05/2007 |

| 6 | S |

| SF | AO | 2007 | S |
| SF | RG | 2006 | S |

## Prêmios
Os vencedores do WTA Awards de 2014 foram anunciados no final da temporada.
- Jogadora do ano:  Serena Williams;
- Dupla do ano:  Sara Errani /  Roberta Vinci;
- Jogadora que mais evoluiu:  Eugenie Bouchard;
- Revelação do ano:  Belinda Bencic;
- Retorno do ano:  Mirjana Lučić-Baroni.

- Peachy Kellmeyer Player Service:  Lucie Šafářová;
- Esportividade Karen Krantzcke:  Petra Kvitová;
- Jerry Diamond Aces:  Petra Kvitová;
- Georgina Clark Mother:  Françoise Dürr.

Torneios do ano:
- WTA Premier Mandatory:  Indian Wells;
- WTA Premier 5:  Cincinnati;
- WTA Premier:  Stuttgart;
- WTA International:  Acapulco (Américas},  Auckland (Ásia/Pacífico) e  Båstad (Europa/Oriente Médio).

Favoritos do torcedor:
- Jogadora:  Agnieszka Radwańska;
- Dupla:  Sara Errani /  Roberta Vinci;

- Torneio:  WTA Finals;

- Jogada do ano:  Agnieszka Radwańska nas semifinais de Montreal;
- Jogo do ano:  Serena Williams vs.  Caroline Wozniacki, pelas semifinais do WTA Finals;
- Jogo do Grand Slam do ano:  Maria Sharapova vs.  Simona Halep, pela final do Torneio de Roland Garros;

- Facebook:  Maria Sharapova;
- Twitter:  Caroline Wozniacki;
- Vídeo: 2014 WTA Finals | Best Moments;
- Live: 2014 WTA Live from the Red Carpet presented by Xerox from WTA Pre-Wimbledon Party.